# Neumarkt (Köln)

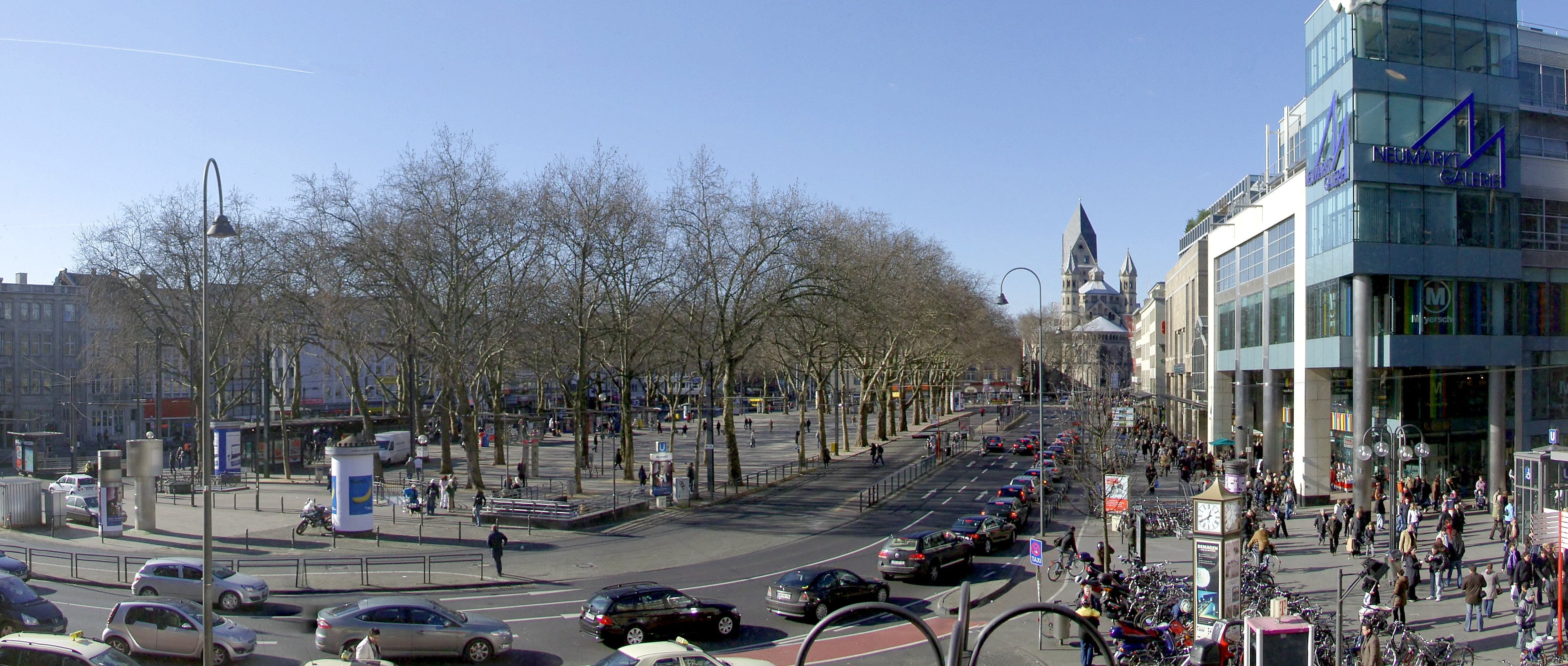
Blick auf die Nordseite, im Hintergrund St. Aposteln (2008)

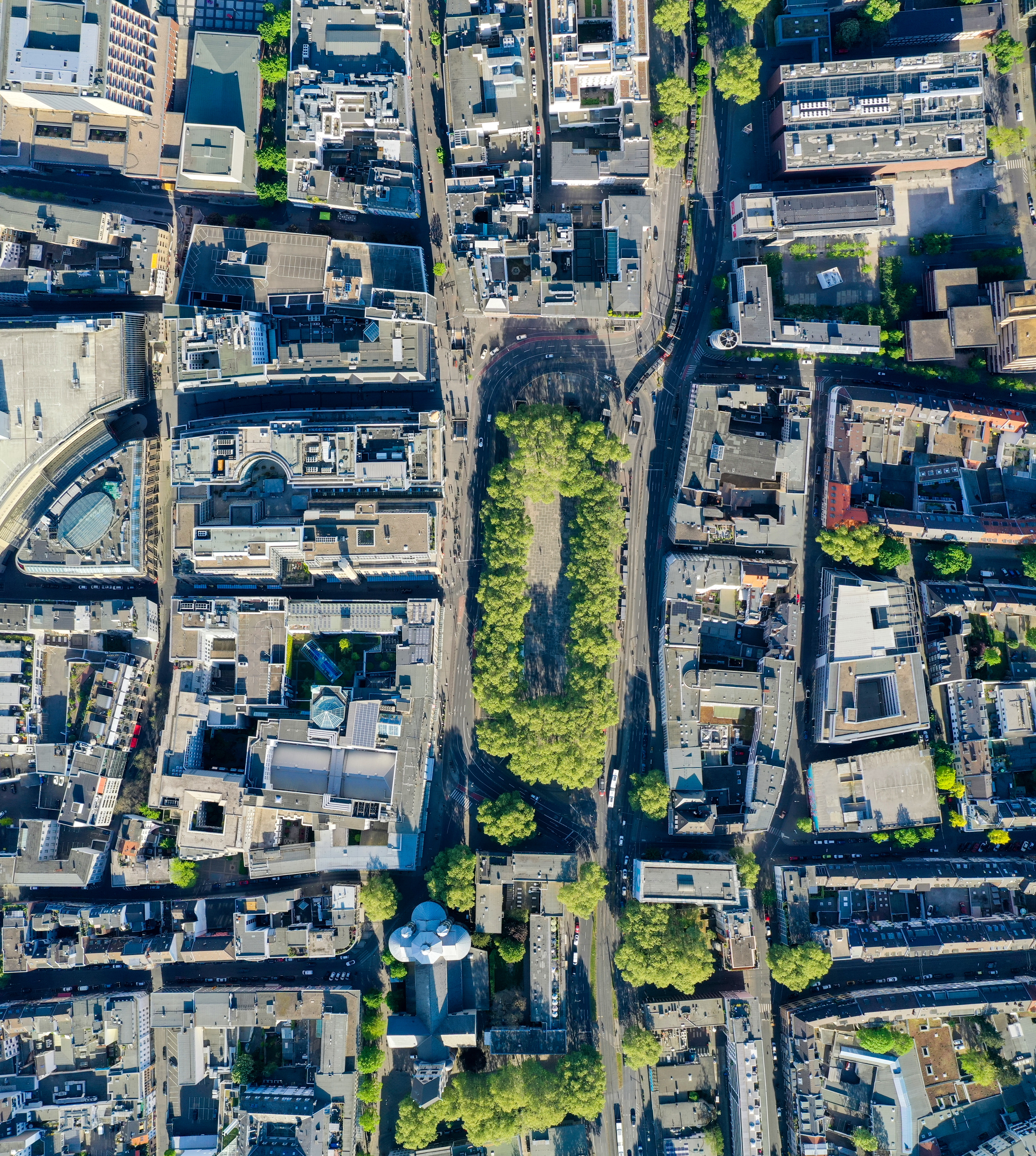
Der Neumarkt von oben (2020)

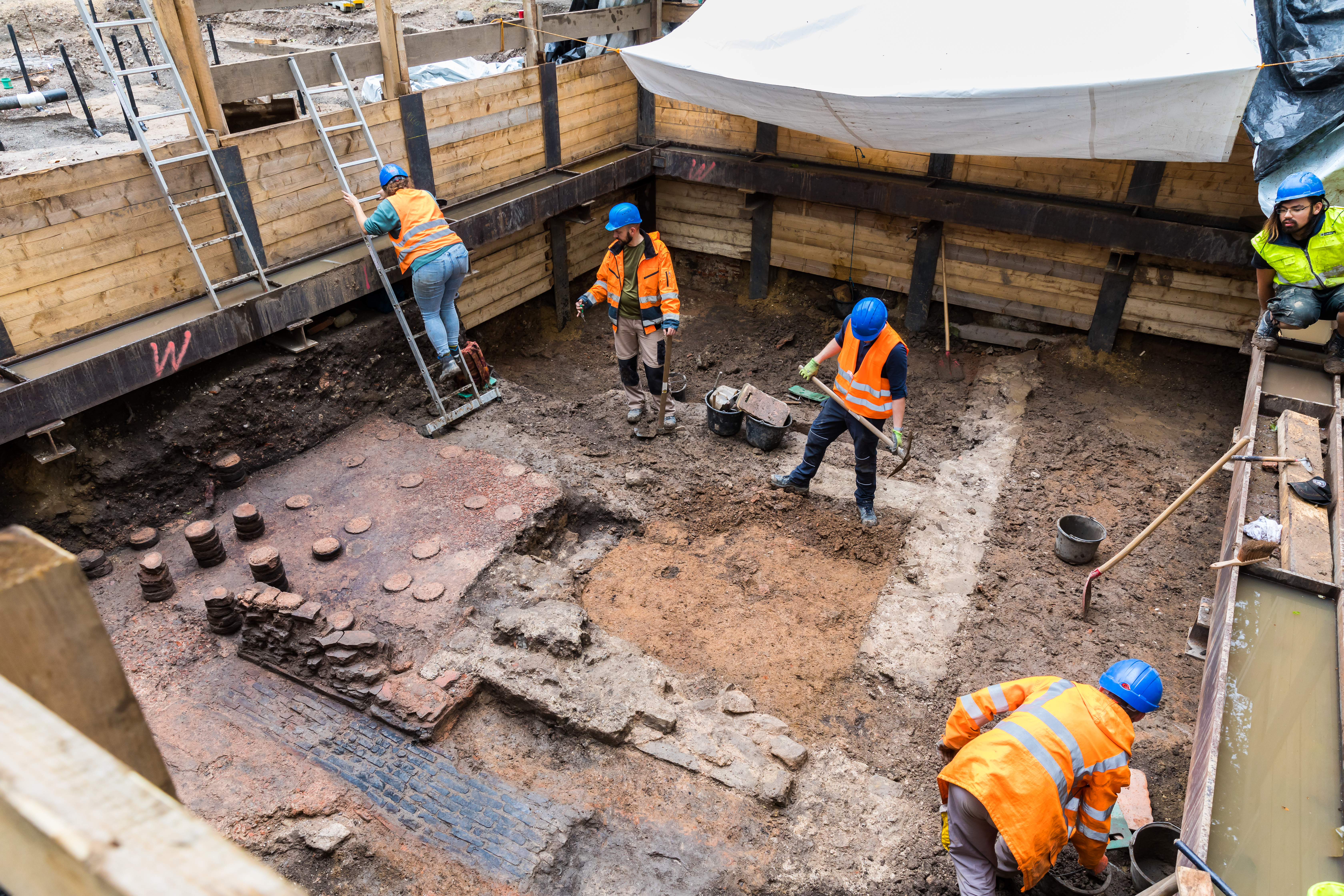
Archäologische Ausgrabung Neumarkt, 2023.

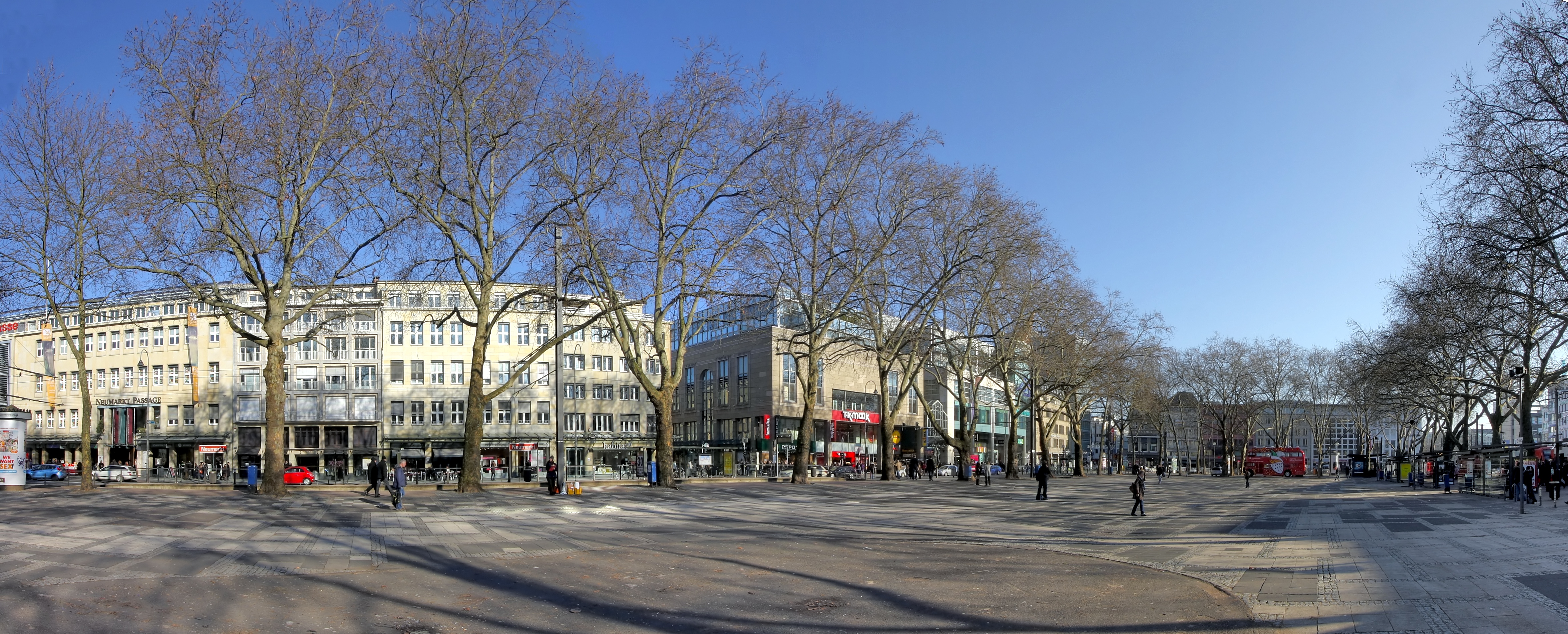
Blick in Richtung Nordosten (2011)

Der Neumarkt (auf Kölsch Nümaat) ist mit 27.216 m² (ca. 8.600 m² Nutzfläche) der größte der etwa 30 Kölner Plätze und liegt in der Altstadt-Süd.

## Geschichte des Platzes
Der Neumarkt wurde 1076 durch Erzbischof Hildolf in einer Urkunde als Platz „in novo mercato“ festgelegt und diente zur Entlastung des Alter Markts. Damals schenkte Erzbischof Hildolf dem Domkloster fünf Hofstätten am Neumarkt („quinque nostras fiscales areas in novo mercato sitas“). Es kann davon ausgegangen werden, dass sich in der Gegend ein unbesiedeltes Areal befand. Dieses Areal lag unmittelbar an der westlichen Stadtmauer. Das neue Marktzentrum bedeutete eine Neuorientierung der Stadt, da Erzbischof Brun bislang die Marktaktivitäten auf Alter Markt und Heumarkt konzentriert hatte. Als Markt wurde er fast ausschließlich zur Ausstellung und zum Verkauf von Vieh genutzt; ansonsten war er Austragungsort für Feste und Exerzierplatz. Seit 1178 wird er „novo mercato“ oder „novo foro“ genannt. Nach Caesarius von Heisterbach gab es 1195 eine erste selbstständige Brauerei für das Stift St. Aposteln am Neumarkt.

### Römische Spuren am Neumarkt

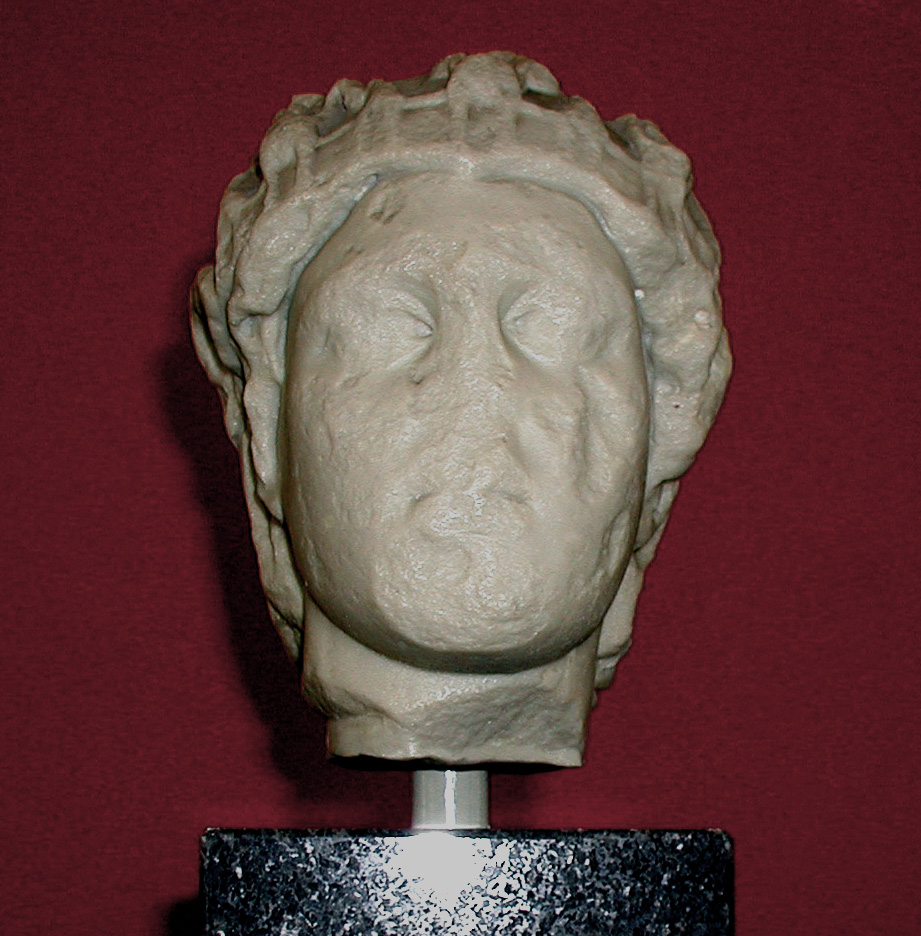
Kopie des Athenafundes an der Nordseite des Neumarktes

Im Zuge baulicher Erweiterungen des Gebäudekomplexes der Hauptstelle der Kreissparkasse Köln wurden auf den Grundstücken der ehemaligen Häuser Gertrudenstraße 14/16 in den Jahren 1979 bis 1980 Reste eines römischen Wohnhauses sowie Teile erhaltener Wandmalereien desselben freigelegt. Aus den Resten dieses Gebäudes konnte rekonstruiert werden, dass es sich um ein sogenanntes Peristylhaus mit einem umlaufenden Säulengang handelte. Die Malereien, deren Originalfragmente sich im Römisch-Germanischen Museum befinden, wurden in das 1. Jahrhundert nach Christus datiert. Bei einem weiteren Fund handelt es sich um einen schon 1881 an der Nordseite des Neumarktes gefundenen „Athenakopf“. Der Kopf ist wahrscheinlich eine Kopie der „Athena Parthenos“ und wurde um 100 nach Chr. eingeordnet.
Im westlichen Bereich der Platzanlage wurde im Sommer 2023 bei Grabungen zum Neubau eines Springbrunnens Fundamente eines römischen Hauses mit Badeanlage gefunden. Neben den Pfeilern wurden ein ehemaliger Heizraum und Fragmente eines Heizkanals festgestellt.

### Frühe Nutzung

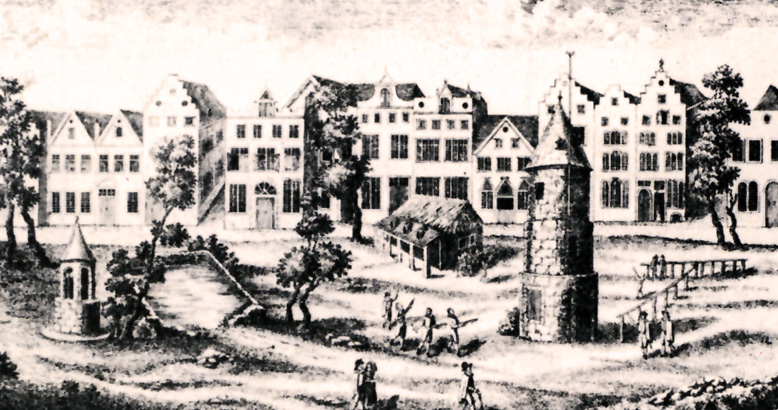
Neumarkt, Mühlenturm, Tränke und Brunnentürmchen im 16. Jahrhundert

Der Platz war 1197 so weit gediehen, dass auf Wunsch des Grafen Florenz von Hennegau hier ein Turnier stattfinden konnte. Der Neumarkt diente zunächst als Pferde-, Hühner- und Viehmarkt, worauf eine 1374 installierte Tränke hinwies. Ab 1365 fand ein Pferdemarkt statt, im südöstlichen Teil befand sich ein Pferdegatter. Auf dem Neumarkt stand neben der Pferdetränke (in Höhe Fleischmengergasse) eine Wasserpumpe und die erste in der Stadt 1392 errichtete Windmühle (knapp 18 Meter hoch, Durchmesser 10–12 Meter). Die an der Ostseite in der Platzmitte stehende Windmühle besaß sechs Stockwerke und diente zunächst der Mehlherstellung, ab 1596 wurde sie als Gefangenenturm genutzt. Die landseitigen Windmühlen kamen zum Einsatz, wenn die Rheinmühlen nicht betrieben werden konnten. Außer auf dem Neumarkt gab es Windmühlen an der Ulrepforte (Kartäusermühle), die Bottmühle und am Gereonstor jeweils auf der Stadtmauer.
Der neue Platz diente auch als Hinrichtungsstätte. Am 30. Mai 1382 enthauptete der Henker auf dem Neumarkt den seit Mai 1375 lebenslang aus der Stadt verbannten und gefangen genommenen Schöffen Gerhard von Benasis. Der Patrizier Heinrich von Stave wurde am 11. Januar 1396 auf dem Neumarkt hingerichtet. Hier befand sich auch der Treffpunkt und der Tanzplatz für den Hexensabbat, wo angeblich unter Vorsitz des Teufels gegessen, getrunken, getanzt und vor allem neue Untaten geplant wurden.

### Gebäude
Als erstes Gebäude entstand um 965 an der Westseite des noch nicht als Platz ausgewiesenen Neumarkts der Vorgängerbau der heutigen Kirche St. Aposteln, dem Apostelnstift „apostolorum nomen“. Der imposante Westturm der nachfolgenden Kirche wurde um 1170 begonnen. Die ersten profanen Gebäude entstanden erst um 1200. In heutiger Neumarkt Nr. 2/Ecke Schildergasse gab es um 1200 den „Schwerthof“, für den 1493 ein Bewohner namens Abel vom Schwerthof in den Schreinsbüchern nachgewiesen ist. Einige am Neumarkt wohnende Personen benannten sich nach ihrem Wohnort, so „Hermann vom Neumarkt“ während der Amtszeit des Erzbischofs Arnold I. von Köln (1137–1151), „Arnold de novo foro“ (nach 1226), Elisabeth vom Neumarkt (1235) oder „Ludger vom Neumarkt“ vom Patriziergeschlecht Hirzelin, dem Kölner Bürgermeister zwischen 1305 und 1306. Um 1237 verteilte der reiche Kölner Kaufmann „Typoldus de novo foro“ (Diepold vom Neumarkt) an seine drei Kinder 15 Häuser in der Nähe der heutigen nach ihm benannten Thieboldsgasse. „Symon de novo foro“ wird erstmals 1275 erwähnt, seine Patrizierfamilie nannte sich nunmehr Hirzelin oder Hyrtzelin.

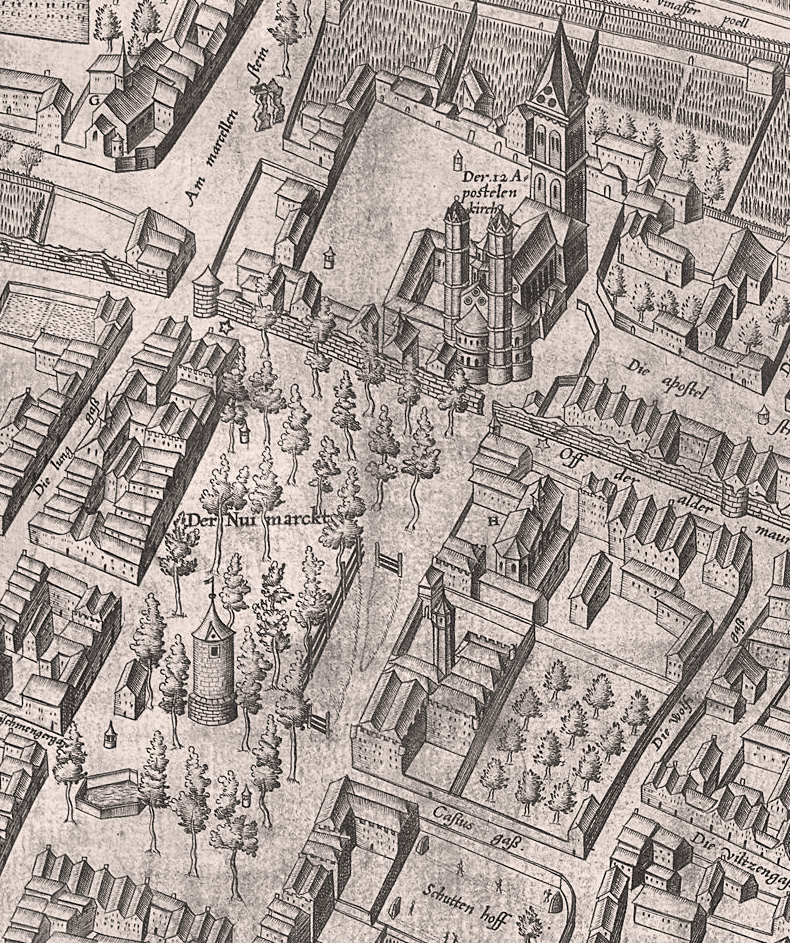
Neumarkt – Kölner Stadtansicht von 1570 des Arnold Mercator

Der Dechant und das Kapitel des Apostelnstiftes übergaben am 15. August 1285 das Haus des Wittrammis auf dem Neumarkt dem Johannes von Aldercruch zur Erbpacht. In heutiger Neumarkt Nr. 5 lag „Haus Scharfenstein“, das seit 1326 der Patrizierfamilie Pfeil von Schar(p)fenstein gehörte, ging 1512 in den Besitz von Goldschmied Daem Pfeil bis zu seinem Tod 1533 über, denn er war mit Belgina Scharpfenstein verheiratet; danach hieß es „zum Löwen“. Am 26. Dezember 1432 pachteten Rutger van Gymnich und Gattin Nesa ein Haus von Johann Scherfgin zwischen Haus Zantz und Haus Rypelbank bei der Fleischhalle (Nr. 7). Im Drimborner Hof („Drey Borner Hof“) Nr. 11 übernachtete Herzog von Montmorency auf seiner Durchreise mit großem Tross, Nr. 13/Ecke Fleischmengergasse hieß „zum großen Kasten“, in Nr. 17 ist seit 1238 das Haus „zur Ahren“ belegt, Nr. 19 beherbergte seit 1347 das „Repelinshaus“. Seit 1277 ist an Nr. 23–25 das Brauhaus „zum Spaten“ nachgewiesen, in Nr. 27 befand sich um 1200 das Haus „zum großen Stern“, Nr. 29 „ad aquilam sine capite“ (zum kopflosen Adler), Nr. 41 seit 1271 der „Schüdderump“ und Nr. 45 seit 1366 das „Neckelshaus“ (ab 1538 „zum Bären“). Tuchhändler Heinrich von Gozelin (1250–1311) besaß drei Häuser neben dem Schallenhof. Das auf dem Neumarkt spätestens bereits seit 1307 bestehende Hospital St. Agnes erhielt am 14. August 1308 einen Altar.

#### Neumarkt Nr. 2

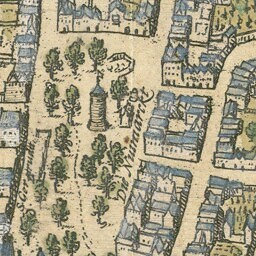
Neumarkt – Peter von Brachel (1650)

In Nr. 2 erhob sich um 1200 der „Schwerthof“, eine Rüstkammer für Adelige, die nach mehreren Umbauten den Besitzer wechselte. Umstritten ist, wer sein neuer Besitzer wurde. Nach Ansicht von Helmut Signon gelangte das Grundstück in den Besitz von Philipp Christian Graf von Sternberg und Manderscheid, der hier 1758 den Blankenheimer Hof errichten ließ und ihn nach seiner Gattin Augusta benannte, der Tochter von Johann Wilhelm Franz von Manderscheid zu Blankenheim. Nach Auffassung von Hans Vogts entstand der Nesselroder Hof 1724/28 für Franz Carl von Nesselrode; oder den Grafen von Nesselrode-Ehreshoven, der später in den Besitz von Manderscheid-Blankenheim überging und dann „Blankenheimer Hof“ hieß. Der benachbarte Schallenhof in Nr. 4 war danach seit 1756 mit dem Blankenheimer Hof verbunden, 1766 gelangte der Nesselroder Hof in das Eigentum der Grafen Manderscheid-Blankenheim, der ihn und den Schützenhof abreißen ließ und hier den Blankenheimer Hof errichtete.

#### Neumarkt Nr. 4
Seit Ende des 12. Jahrhunderts existierte in Nr. 4 der „Schallenhof“ der Familie Schall von Bell, aus dem später der städtische Schützenhof entstand. Die Familie Schall von Bell ließ sich 1592 am heutigen Neumarkt Nr. 47 ein neues Familiendomizil errichten und verkaufte den Schallenhof der Stadt. Goedefried von Roedenheym verkaufte bereits am 2. August 1488 die ihm gehörende Hälfte des Schallenhofs („Schallenhuyss“) an die Stadt. Sie ließ hier für die Schützenbruderschaft frühestens 1444 einen Schützenhof errichten, der sowohl dem Freizeitvergnügen als auch der militärischen Ausbildung diente; er lag dem Mercatorplan („Schutten hoff“) zufolge in der Casiusgaß hinter (südlich) den Nrn. 2–4 und war von diesen durch eine Mauer getrennt. Die Stadt verkaufte den Schützenhof 1682. An Stelle des Schützenhofs entstand 1766 durch den Reichsgrafen Manderscheid-Blankenheim der Blankenheimer Hof.
Reichsgraf Manderscheid-Blankenheim verband ihn mit dem benachbarten Schützenhof (Nr. 4–6). Der Nesselroder Hof (Nr. 4) fiel als „Nationalgut“ nach dem Abzug der Franzosen dem preußischen Staat zu, der ihn 1909 an die Stadt Köln veräußerte, während der Rechtsübergang erst 1911 stattfand. Im Blankenheimer Hof übernachtete Napoleon Bonaparte zweimal. Der Blankenheimer Hof musste 1912 dem Durchbruch der Zeppelinstraße weichen. Das 1907 fertiggestellte Polizeipräsidium (Schildergasse 122/Ecke Krebsgasse) übernahm nicht die Bauflucht der benachbarten Neumarkt Nr. 2, sondern wurde zurückgesetzt, um die hier einmündende Schildergasse zu verbreitern.

#### Neumarkt Nr. 6

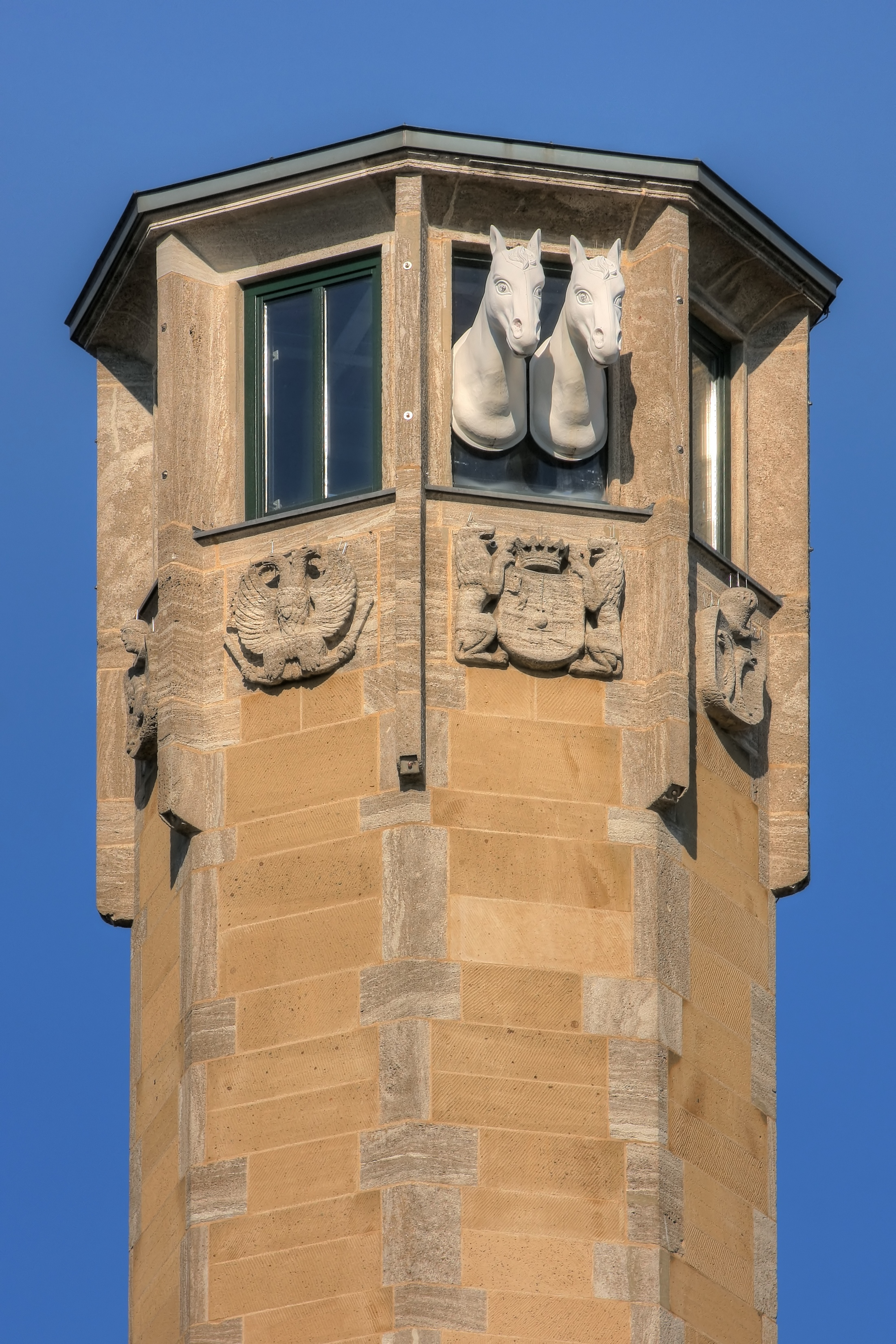
Richmodisturm (2010)

Die Eheleute Mengi(nu)s von Aducht und Richmodis (geborene von Lyskirchen) – die Hauptakteure der Richmodis-Sage – bewohnten das geschichtsträchtige Haus „zum Papageyen“ (nach dem Wappentier des Familienwappens) an Neumarkt 6 / Ecke Olivengasse („Livejass“, benannt nach dem Franziskanerkloster Ad Olivas in Köln). Es gehörte dem Schreinsbuch zufolge seit dem 22. September 1334 dem Werner von Aducht. Hier spielte sich die Richmodis-Sage ab. Danach wurde seine erkrankte Frau Richmodis in der Annahme, sie sei vom „Schwarzen Tod“ (Pest) ereilt worden, eilends auf dem Kirchhof an St. Aposteln beigesetzt. Grabräuber, die den als Grabbeigabe belassenen Schmuck rauben wollten, verhalfen der nur Scheintoten zur Flucht aus dem Grab. Der an ihrer Haustüre um Einlass flehenden Richmodis soll der entsetzte Ehemann ungläubig durch die Türe zugerufen haben: „Das ist soviel wahr, dass du mein Eheweib bist, als auch meine Rosse aus dem Stall hinauf auf den Söller rennen“. Weil dies unmittelbar folgend geschah, ließ von Aducht zum Andenken an dieses Ereignis am obersten Stockwerk seines Hauses zwei Pferdeköpfe anbringen, die dort auch in dem in späterer Zeit dort stehenden Bau noch bis zum Zweiten Weltkrieg zu sehen waren. Heute schauen sie aus dem obersten Stock des in altem Stil erbauten Treppenturmes aus dem Jahr 1928.
Die 1499 gedruckte Koelhoffsche Chronik berichtet auf Blatt 286 unter der Überschrift Anno Domini 1400 „wie ein vrauwe zo Coellen, die gestorven ind begraven was ind weder upgegraven levendich (lebendig) wart“. Hier wird der Name der Frau noch nicht genannt, erst später wurde auf einem Kupferstich nach einer Tafel in der Apostelnkirche von 1604 sowie in einem lateinischen Bericht des Kölner Forschers Aegidius Gelenius, verfasst nach handschriftlichen Aufzeichnungen der Patrizierfamilie Lyskirchen, die „wieder auferstandene“ Frau als „Richmuth von der Adoicht“ bezeichnet. An beiden Stellen ist das Ereignis für das Jahr 1357 angegeben. Das ansehnliche Haus „Zum Papagei“ ist um 1450 im Besitz eines „Nicasius Haquenay“ und hieß dann „zer Papageyen uff den Numart, zwischen sanctis Gertruden und der gassen der Oliven (Konvent) gelegen“. Das Haus hatte den ersten Wendeltreppenturm in Köln.

#### Neumarkt Nr. 8–10
Am 7. März 1409 erwarb Johann van dem Buchel den Hof „zume Heydenriche“ (Nr. 8), der ihn 1429 an seine vier Geschwister vererbte. Graf Friedrich von Moers erwarb am 12. September 1440 das Nachbargrundstück „zum Schorensteyne“ (Nr. 10). Dessen Enkel veräußerten den Hof 1507 an den kaiserlichen Rechenmeister Nicasius Hackeney (oder Hackenay). Nicasius Hackeney erwarb im Dezember 1508 auch das Nachbargrundstück „Schor(e)nstein“ und vereinigte beide zu einem Grundstücksareal. Im Auftrage Kaiser Maximilians I. ließ er hier ein turmgeziertes Anwesen mit Erker, prachtvollen Sälen und Hauskapelle errichten, das später „Hackeney’scher Hof“, „Nicasiushof“, „kayserlicher Hof“, „Caesaris palatium“ („Cäsarpalast“) oder auch – in Anlehnung an die Funktion als kaiserliche Unterkunft – Palatium genannt wurde. Es sollte als Residenz für den Kaiser dienen. Der fast 61 Meter breite dreiflügelige Palast mit einem 28 Meter hohen achtseitigen Wendeltreppenturm (103 Stufen) besaß einen zum Neumarkt offenen Vorhof. Der Gebäudekomplex war so umfangreich wie kein zweiter Edelsitz in Köln. Bauherr Nicasius hat wohl die langwierige Fertigstellungsphase selbst nicht mehr erlebt, als er im Jahre 1518 verstarb. Vielmehr dürfte die Einweihung des umfangreichen Anwesens erst Anfang 1520 zu vermuten sein. Allerdings ist auch eine Fertigstellung um 1510 denkbar, wofür Rechnungen aus dem Kölner Stadtarchiv sprechen. Der Hackeneysche Rittersitz war einer kleinen Hofhaltung vergleichbar, wo Gelehrte, Baukünstler, Bildhauer, Maler und Kunsthandwerker aus- und eingingen, gesucht und beschäftigt wurden.
Das palastartige Anwesen erfüllte seine ursprüngliche Funktion, denn hierin übernachtete Kaiser Karl V. am 29. Oktober 1520 und 5. Januar 1531. Der Bruder von Kaiser Karl V., Ferdinand I., übernachtete hier ab 5. Januar 1531, als er sich wegen seiner anstehenden Wahl zum römisch-deutschen König in Köln aufhielt. Auf der Kölner Stadtansicht von 1531 des Anton Woensam ragt der Turm des Palastes als „C. Pallacivs“ vor St. Aposteln in den Himmel, auf der Kölner Stadtansicht von 1570 des Arnold Mercator trägt die benachbarte Straße die Bezeichnung „Casius gaß“ (nach Nicasius Hackeney; später Olivengasse, woran der Olivandenhof erinnert, überbaut durch Karstadt). Die beiden Pferdeköpfe im Turm sind frühestens seit 1687 bezeugt, werden jedoch in einer Zeichnung aus 1858 im Fenster vom Haus am Neumarkt Nr. 10 gezeigt. Der östliche Teil diente 1725 bis 1737 als Wohnung des päpstlichen Nuntius. Zur Zeit der französischen Besatzung erhielt dieser einen Kasinosaal. Der Hof Heidenr(e)ich (Nr. 8–10) beheimatete zunächst den Gasthof „Stadt Prag“ (Nr. 10), Bartholomäus Taurel richtete hier 1822 den Gasthof „Zum Englischen Hof“ ein, in dem ab eine Infanterie-Kaserne unterkam. Der Durchbruch der Richmodstraße (vor 1877 hieß sie Filzgasse) zum Neumarkt ließ vom Gebäude nur einen dürftigen Rest übrig.

### Kirchliche Anrainer bis 1802

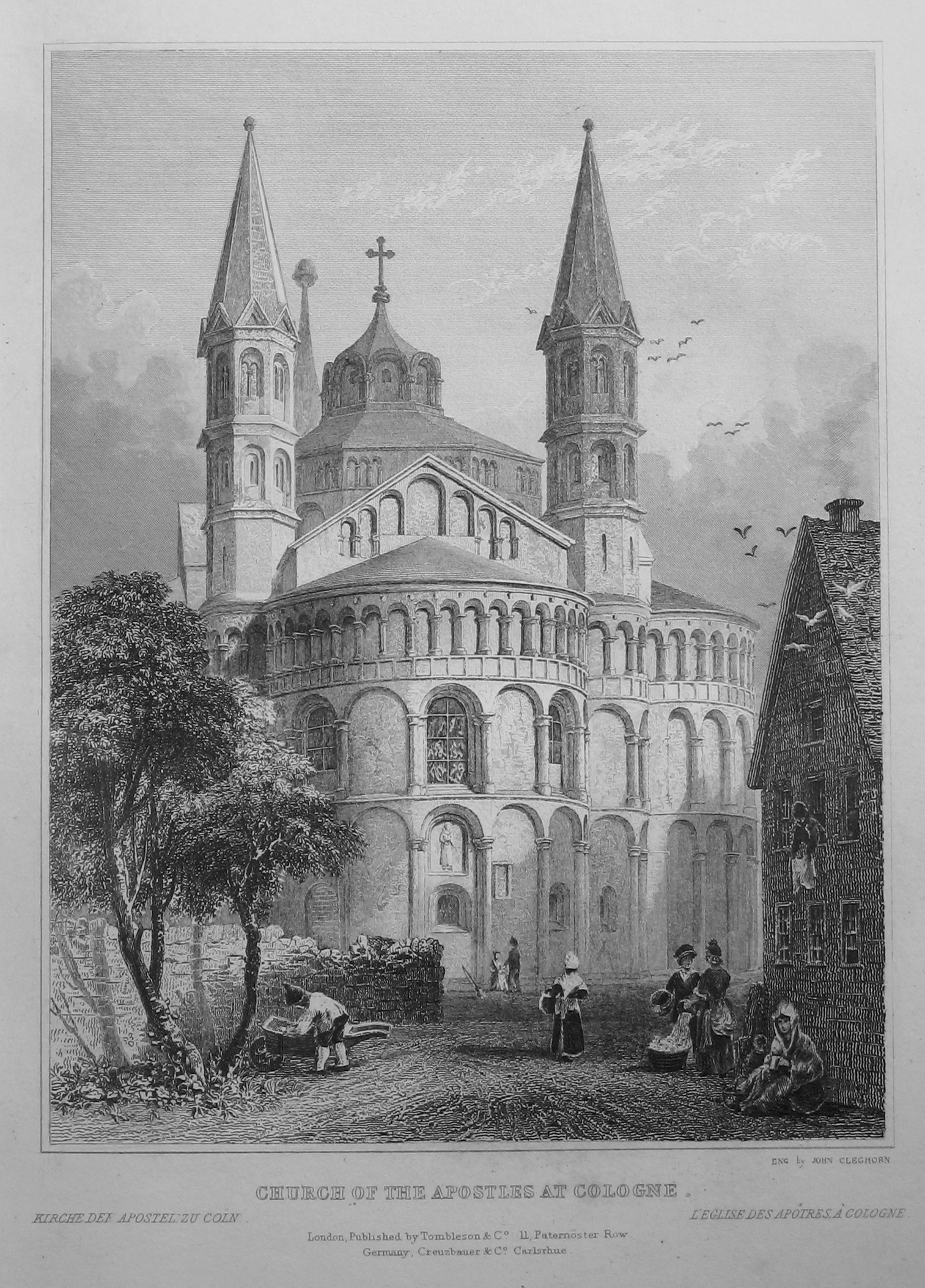
St. Aposteln am Westende des Platzes unmittelbar hinter der Römermauer im 19. Jahrhundert, Stahlstich nach John Cleghorn

Oberhalb des westlichen Neumarktes verlief in der Flucht Römerturm, Laach und Mauritiussteinweg zur Griechenpforte die alte römische Stadtmauer (siehe Mercatorplan). Nachdem schon im 10. Jahrhundert ein Stift mit einem damals noch bescheidenen Kirchenbau der St.-Aposteln-Immunität an der Westseite des Platzes gegründet worden war, entstanden Anfang des 13. Jahrhunderts auf einem erzbischöflichen Hofgut an der Nordwestecke des Platzes das Dominikanerinnen-Kloster St. Gertrud. Die Klosterkapelle wurde 1257 durch eine kleine dreischiffige Kirche ersetzt. Neben dem Klostergrundstück entstand im Jahr 1308 ein Hospital, dessen Kapelle St. Agnes im Folgejahr fertig gestellt und eingeweiht wurde. Die Kirche St. Gertrud sowie die Kapelle St. Agnes bestanden bis zur Säkularisation im Jahre 1802. Heute steht dort das Hauptgebäude der Kreissparkasse Köln. St. Aposteln entwickelte sich zu einer prächtigen Basilika, die noch heute die Kopfseite des Neumarktes schmückt.

### Namensänderungen
Im Mittelalter gab es zahlreiche Umbenennungen des Platzes, so etwa „uff dem numarkt“, „numarkt“, „an dem nuwen marte“ oder „nuymarkt“. In Arnold Mercators Kölner Stadtansicht von 1570 hieß er schließlich „nui marckt“. Zu erkennen sind hierauf die den Neumarkt von der westlich gelegenen „12 Apostelen kirch“ trennende mittelalterliche Stadtmauer („off der alder maur“), „Casius gaß“ (Richmodstraße), der Schützenhof („Schutten hoff“) mit vier Schießständen und die Langgasse. Vom 30. November bis zum 4. Dezember 1615 fand die Hochzeit des Johann Adolf Wolff Metternich zur Gracht mit der 16-jährigen Maria Catharina von Hall im Gymnicher Hof (Nr. 3) statt, ein Gebäude mit Treppenturm (Ostseite, 41 Fuß hoch), das später Karl Otto Ludwig Theodat von und zu Gymnich gehörte. Auf einer Karte von 1650 heißt er „Niumarckt“.

### Vom Spätmittelalter zur Neuzeit

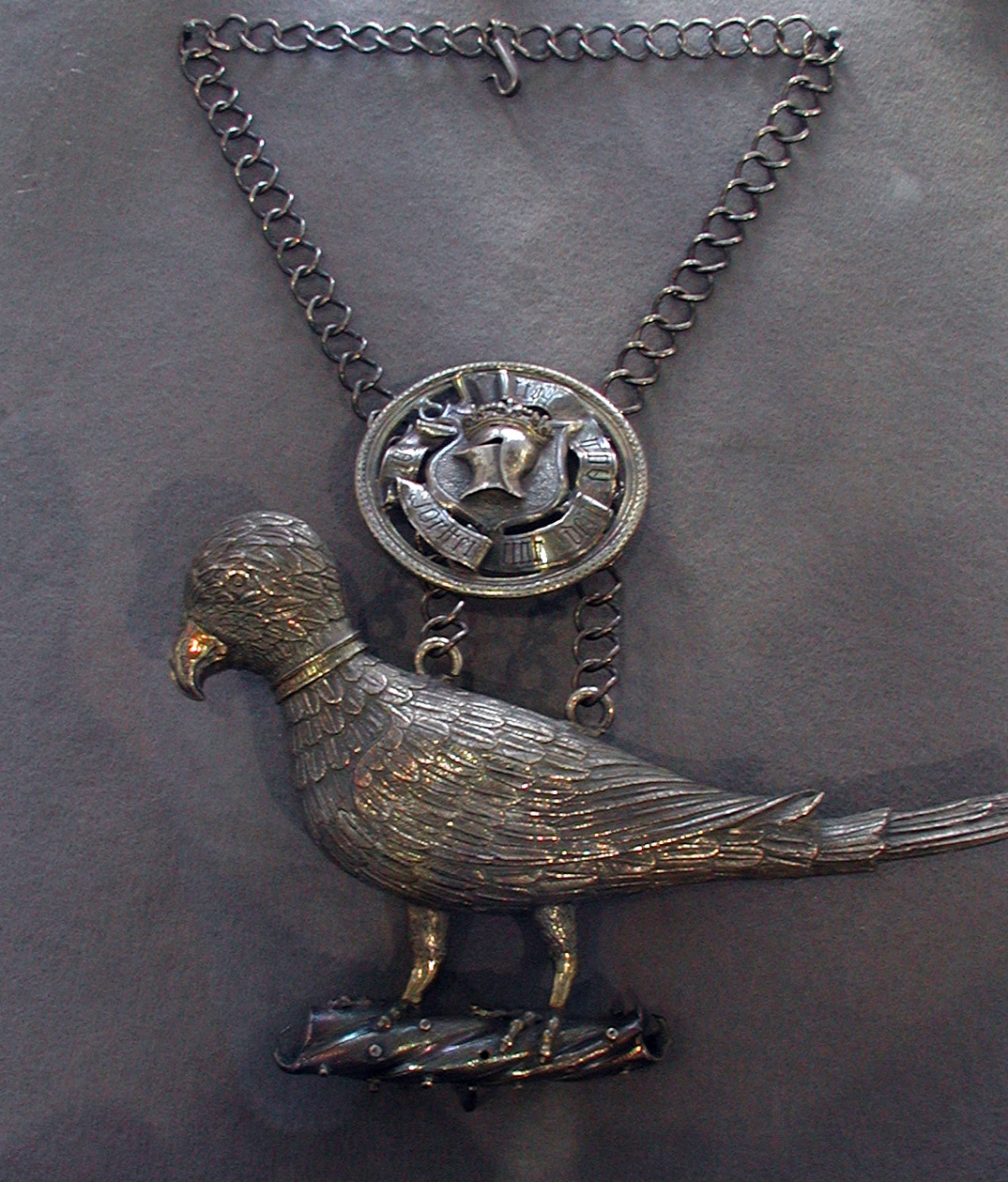
Schützenkönigskette mit Zunftemblem des „Sarwörter –Amtes“ (Anfang 16. Jahrhundert)

Seit dem Jahr 1396 übernahmen die Gaffeln die Verteidigung der Stadt. Zur Ertüchtigung der Schützen, zu deren Waffenausrüstung Pfeil und Bogen sowie die Armbrust gehörten, fanden im Rahmen großer Volksfeste auf dem Neumarkt vom Rat veranstaltete Schützenwettbewerbe statt. Um „Wehrhaftigkeit und Manneszucht“ sowie die Schießübungen permanent zu fördern, erwarb der Rat in der zweiten Hälfte des 15. Jahrhunderts am Neumarkt Grundstücke und errichtete einen Schützenhof. Fortan fanden regelmäßige Schießübungen statt, wobei eine auf dem Mühlenturm des Marktes errichtete „Vogelstange“ als Ziel diente. Der Wachdienst, zu dem alle Bürger verpflichtet waren, unterlag ebenfalls den Gaffeln. Die erste überlieferte Wachordnung aus dem Jahr 1462 erwähnt auch Wachhäuser, die über das Stadtgebiet verteilt waren. Größere dieser Bauten standen am Alter Markt, bei der Pfarrkirche St. Paul an der Marzellenstraße, sowie am Neumarkt.

### Gründerzeit
Bürgermeister Johann Balthasar Josef von Mülheim ließ ab 1740 den verödeten Neumarkt in seiner heutigen Form entstehen. Der Rat entschied sich, den Neumarkt als militärischen Paradeplatz, aber auch als öffentlichen Promenadenplatz zu bestimmen. Dabei ließ er die am Neumarkt stattfindenden wöchentlichen Viehmärkte an den Heumarkt verlegen. Auf Reinhardts Kölner Stadtplan von 1752 heißt er nun „Neu marck“. Reinhards Vorgänger als Kölner Artilleriehauptmann Johann Peter Solff (* 7. Juli 1688, † 7. April 1751) erstellte noch 1740 erste Pläne zur Umgestaltung, 1750 entstanden Pläne für eine neue Wachstube auf dem Neumarkt. Die Mühle wurde nach 1740 gesprengt, die den Neumarkt im Westen begrenzende Römermauer wurde erst 1786 beseitigt, bis 1794 gab es das Wachhaus.
Franz Joseph Sebastiani, Prinzipal einer wandernden Theatergruppe, bat die Stadt um einen Theaterbau auf dem Neumarkt. Am 14. Juni 1763 wies der Stadtrat ihm einen Platz auf dem Neumarkt zu, „an der Maur gegen St. Aposteln“. Am 8. Juli 1763 lud er den Rat der Stadt Köln dort zu einer Vorstellung ein – ohne Erfolg. Erst der Theaterleiter Johann Joseph Felix Edler von Kurz, genannt Bernardon, konnte die Stadt überzeugen. Er baute im Mai 1768 sein Frankfurter Theater ab und ließ es per Schiff über den Rhein nach Köln transportieren. Das erste stationäre Theater „Deutsche Schaubühne“ eröffnete am 19. Mai 1768 in einem Holzhaus auf dem Neumarkt. Es handelte sich um ein einfaches vierstöckiges Fachwerkhaus, wo es im Winter zog und im Sommer zu heiß war, das auch als Stroh- und Heumagazin diente. Zur Eröffnung am 19. Mai 1768 gab es die Oper „La serva padrona“ von Giovanni Battista Pergolesi. Ein für die Eröffnung erstellter Zettel kündigte an, „dass die Deutsche Schaubühne des Herrn Joseph von Kurtz unter Paucken- und Trompettenschall mit einer musicalischen Prologus… in dem Singspiele La serva padrona, so von ihm (Kurtz) selbst ins Deutsche übersetzt, auch mit 11 Arien und einem lustigen Chore …“ eröffnet würde. Dieses Gebäude war bereits 1779 baufällig, Aufführungen gab es noch bis 1783. Der junge Jacques Offenbach spielte mit seinen beiden Geschwistern ab 25. November 1830 bei Jeandre in Nr. 3 (Gymnicher Hof).

### Franzosenzeit

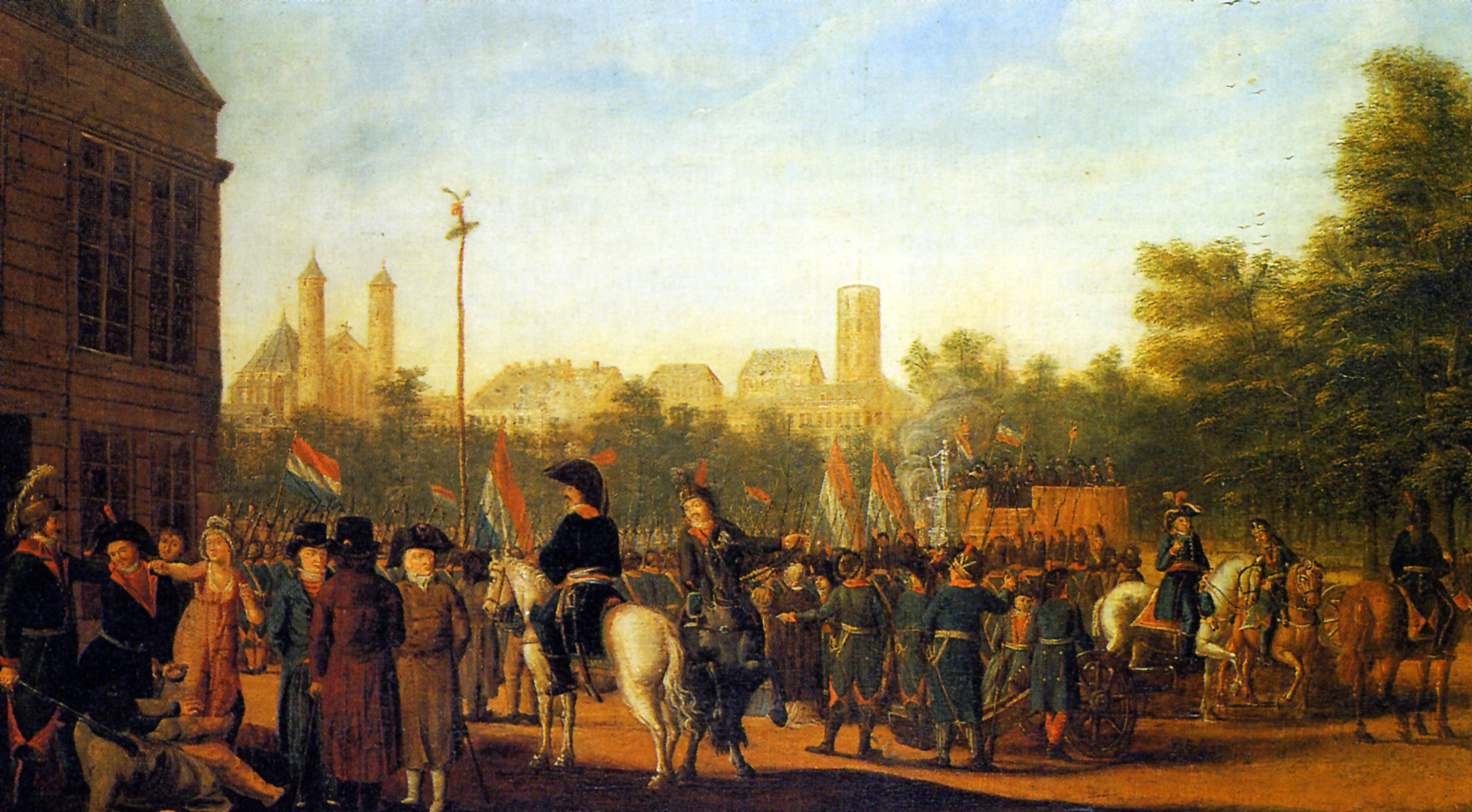
Franzosen errichten einen Freiheitsbaum auf dem Neumarkt, Köln, 1794

Die Köln 1794 besetzenden Franzosen benannten den Platz zunächst in Place de la République um und setzten am 9. Oktober 1794 einen Freiheitsbaum darauf, der noch bis ins Jahr 1798 stand. In der Franzosenzeit wechselte der Neumarkt noch viermal seinen Namen, und zwar hieß er chronologisch Place de la Liberté (Freiheitsplatz; ab 1794), Place d’Armes (Paradeplatz; ab 1798), Place des Victoires (Siegesplatz; bis 1804), nach Bonapartes Kaiserkrönung Place de l’Empereur (Kaiserplatz; ab 1804) und nach dem „Itinéraire de Cologne“ wieder Place de la République (Platz der Republik; ab 1. Januar 1813). Die französischen Soldaten zogen am 6. Oktober 1794 über das Hahnentor zum Neumarkt, am 9. Oktober 1794 fand die Errichtung des Freiheitsbaums statt. Am Abend des 13. September 1804 war Napoleon in Köln angekommen und unter Kanonendonner und Glockengeläut durch das Eigelsteintor über den Eigelstein, Hohe Straße und Schildergasse bis zu seiner Unterkunft am Neumarkt (Blankenheimer Hof) gefahren. Am 26. Juli 1813 ratifizierte man auf dem Neumarkt eine Urkunde, die den Waffenstillstand bis zum 10. August 1813 verlängern sollte.
Vom 13. bis 17. September 1804, noch vor seiner Kaiserkrönung, logierte Napoleon bei seinem ersten Besuch in der Stadt im damaligen Blankenheimer Hof am Neumarkt 4. Die Kölner empfingen ihn begeistert und schmückten die Stadt mit großem Aufwand. Allein auf dem Neumarkt pflanzten sie zusätzlich zum vorhandenen Baumbestand 470 Bäume und schmückten sie mit Lampions. An den Platzecken und in der Mitte errichtete man mit Fackeln bestückte 2½ Meter hohe Pyramiden und hängte zahlreiche Bilder und Transparente zu Ehren des Kaisers und seiner ihn begleitenden Gattin Josephine auf. Am 14. Januar 1814 verließen die Franzosen den Platz. Im Blankenheimer Hof richtete die Stadt 1815 ein Offizierskasino ein, eine Kaserne entstand hieraus im September 1848, im Herbst 1913 musste der Blankenheimer Hof der neuen Bauplanung weichen.
Köln ist in jener Zeit die größte Festungs- und bedeutendste Garnisonsstadt im Westen des Deutschen Reiches. Im Kriegsfall sollten bis zu 500.000 Soldaten in der Stadt auf ihren Einsatz warten. Der städtische Alltag war von Soldaten und militärischen Anlagen geprägt; zahlreiche Kasernen sind über die gesamte Stadt verteilt. Der Blankenheimer Hof am Neumarkt diente bis 1912 als Offizierskasino, auch auf dem Neumarkt paradieren bei jeder Gelegenheit Einheiten der Garnison. So wurde zuletzt am 27. Januar 1914 mit patriotischem Aufwand und unter Geläut der Kaiserglocke des Kölner Doms der „Kaisergeburtstag“ begangen, alle Kölner Regimenter waren mit Abordnungen vertreten.

### Karneval

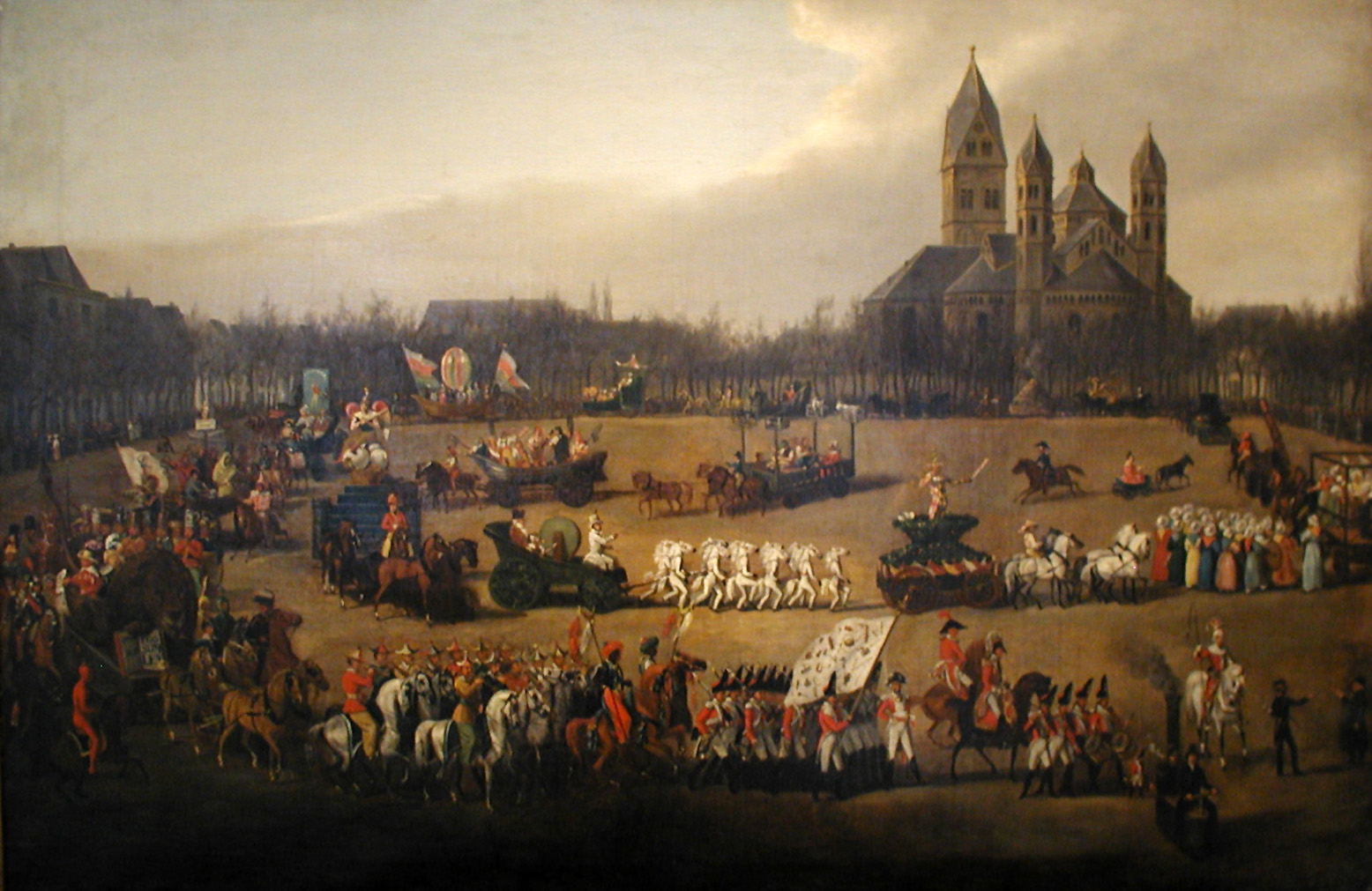
Rosenmontagszug auf dem Neumarkt, Simon Meister 1836

Im 19. Jahrhundert war der Neumarkt an Karneval Schauplatz des Kölner Rosenmontagszuges, der erstmals am 10. Februar 1823 durch das „Festordnende Comitee“ (Ursprung des noch existierenden Festkomitees Kölner Karneval) organisiert und durchgeführt wurde. Die Wagen des „Helden Carneval“ und seines Hofstaates fuhren bis zum Ausbruch des Zweiten Weltkrieges immer rund um den Neumarkt.
Im Haus Nr. 33 am Neumarkt wohnte ab 1928 Willi Ostermann mit seiner Frau Käte, geb. Palm, bis zu seinem Tod am 6. August 1936 (eine Plakette am Haus weist darauf hin). Zu ihrer Silberhochzeit versammelte sich eine große Menschenmenge auf dem Neumarkt vor ihrem Haus. Ostermanns Beerdigungszug führte vom Neumarkt über die Aachener Straße zum Melaten-Friedhof.

### Preußenzeit

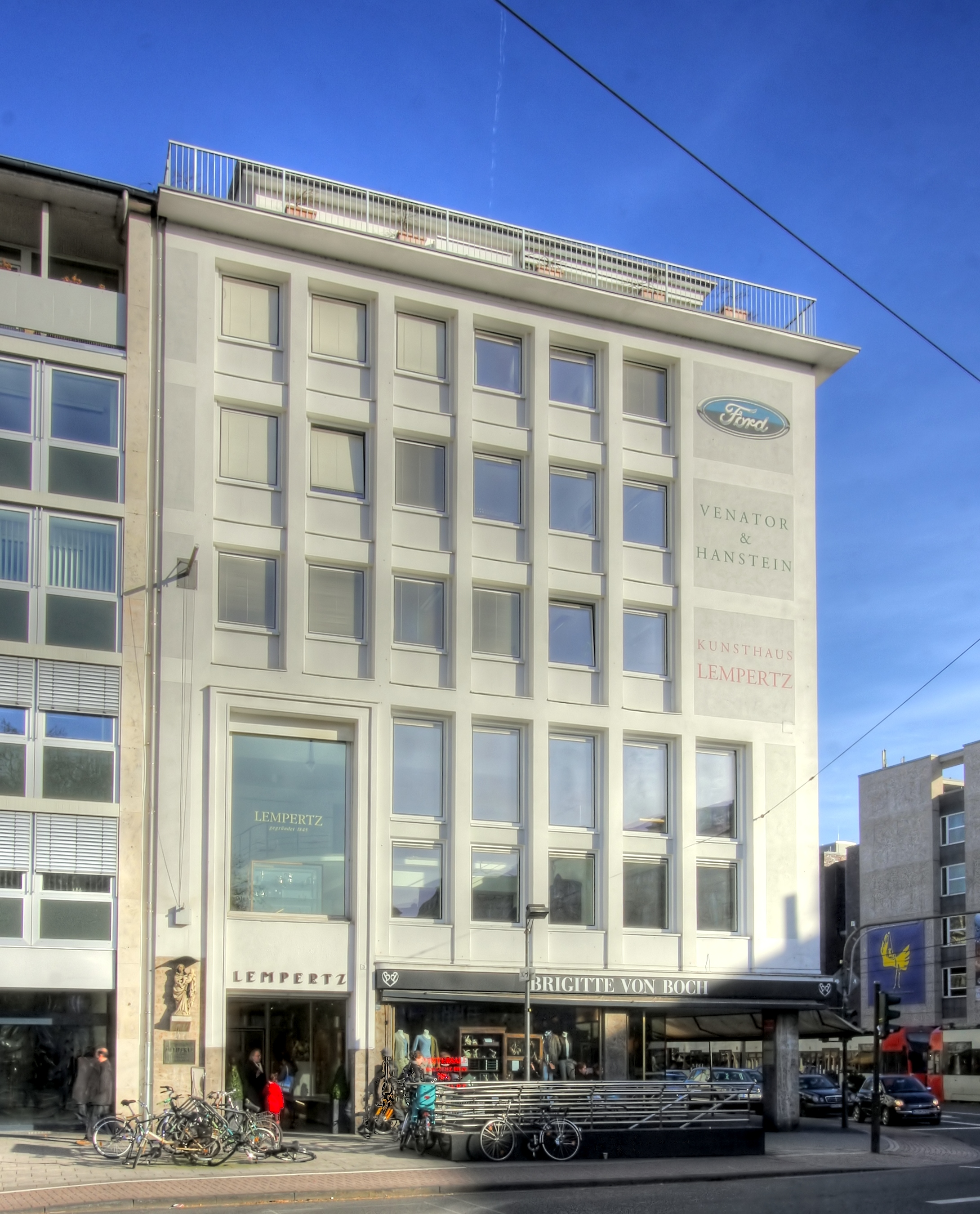
Neumarkt 3 – Kunsthaus Lempertz (März 2010)

Neumarkt – Wachhaus und Kölner Börse (um 1850)
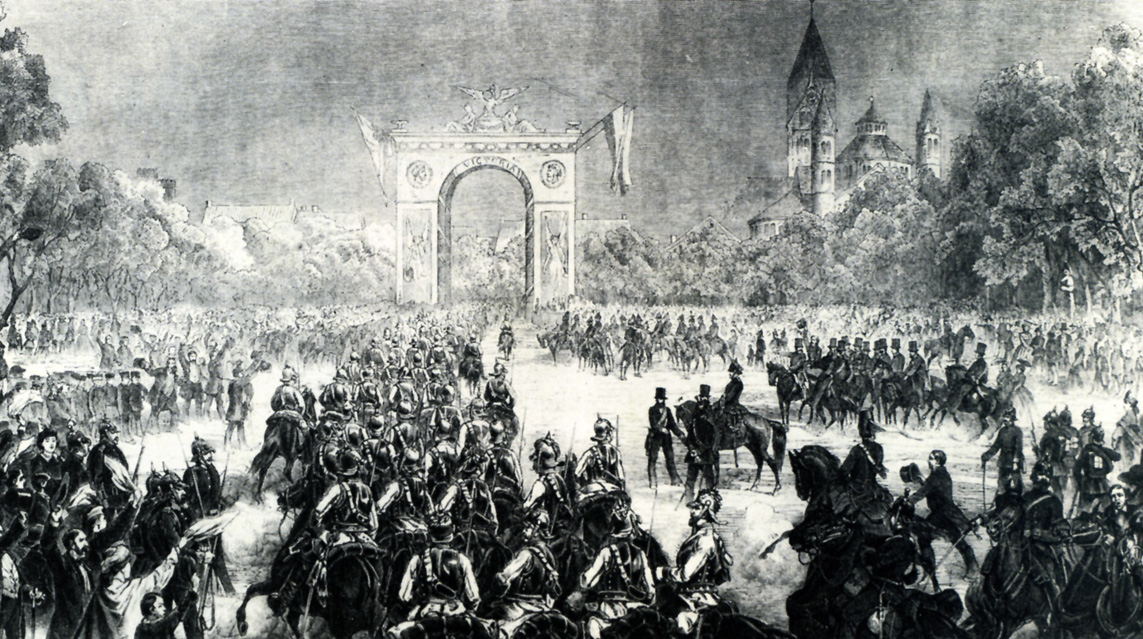
Neumarkt – Triumphbogen (1866)
Neumarkt – Pferdemarkt (um 1880)
Neumarkt 39 – Weinhandlung Leers (um 1900)
Neumarkt/Cäcilienstraße – Bürgerhospital (um 1900)
Neumarkt – von links: Nesselroder Hof (Nr. 4), Blankenheimer Hof (Nr. 2) und (zurückgebaut) Polizeipräsidium (1905)

Am 1. Oktober 1830 eröffnete die Kölner Börse auf der Platzmitte. Nachdem die Kölner Bürger noch im Mai 1865 das 50-jährige Jubiläum des Anschlusses an den preußischen Staat begeistert feierten, zogen sie ein Jahr später für diesen in den Krieg. Die im Juni 1866 ausgerückten Truppen der Kölner Garnison wurden nach ihrer Heimkehr aus dem nur drei Monate andauernden Deutschen Krieg auf dem Neumarkt feierlich empfangen. Um ihren Sieg gegen die Österreicher bei Königgrätz trotz der erlittenen Verluste (allein das 65. Kölner Infanterie-Regiment hatte den Verlust von 234 Mann zu beklagen) gebührend zu würdigen, wurde ihnen zu Ehren ein Triumphbogen auf dem Neumarkt errichtet, den die Truppen mit ihren Fahnen unter dem Jubel der Schaulustigen durchzogen.
In Neumarkt 3 / Cäcilienstraße 48 stand das um 1895 für den Juristen und Kunstsammler Johannes Fastenrath von Schreiterer & Below konzipierte repräsentative dreigeschossige „Haus Fastenrath“ im Stil des Klassizismus. Es besaß einen maurischen Salon und im Hof eine Nachbildung des Löwenbrunnens der Alhambra. Fastenrath zog hier 1901 ein und hielt in jenem Jahr einen ersten literarischen Zirkel ab. Zu den Mittelpunkten großbürgerlicher Kunstpflege gehörte auch der Salon mit einer umfangreichen Gemäldesammlung. Nach dem Tod des Bauherrn im März 1908 stand das Haus im Jahr 1917 zum Verkauf an und konnte als Geschäftshaus von der Firma Math. Lempertz 1918 erworben werden. Sie richtete hier das Kunsthaus Lempertz ein, das im Juni 1918 auch den Nachlass von Johannes Fastenrath versteigerte. Das Gebäude am Neumarkt erlitt während der Operation Millennium am 31. Mai 1942 starke Kriegsschäden und eröffnete am 22. November 1952 nach dem Baubeginn seit dem 10. Oktober 1951 des von Peter Baumann konzipierten Wiederaufbaus mit der Versteigerung der bedeutenden Sammlung Hubert Wilm (München) im Dezember 1952. Das weltbekannte Kunsthaus hat hier noch heute seinen Sitz. Die seitlich an der zum Neumarkt gewandten Fassade angebrachte Hausmadonna ist ein Abguss eines Originals aus dem 14./15. Jahrhundert.

### National-Jüdische Vereinigung für Deutschland

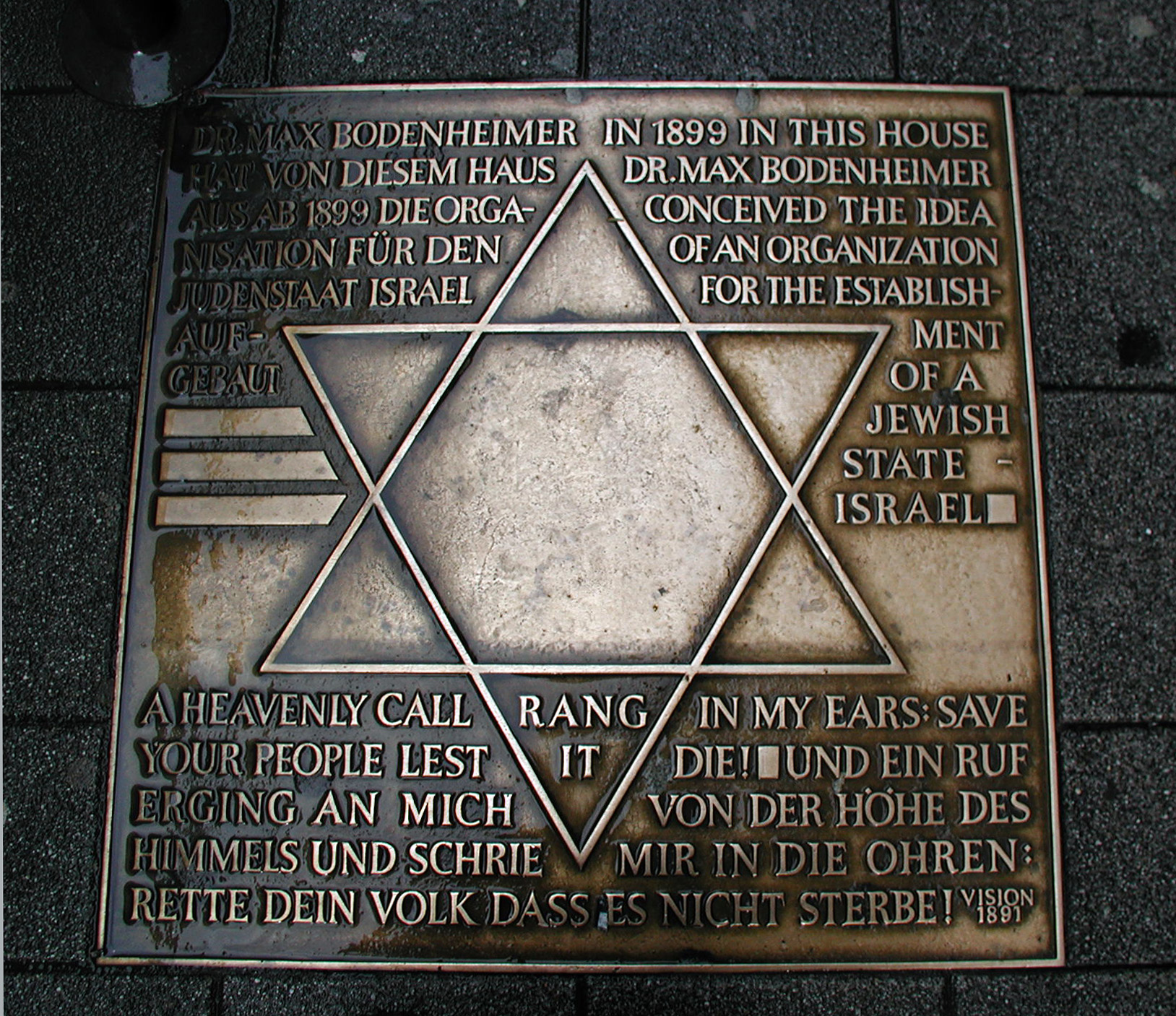
Max-Bodenheimer-Gedenktafel, Köln Richmodstr. 6

In der Richmodstraße 6 befanden sich ab dem Jahr 1899 die Geschäftsstellen der Zionistischen Weltorganisation und der National-Jüdischen Vereinigung für Deutschland, ab 1897 umbenannt in Zionistische Vereinigung für Deutschland. Die nationale Organisation wurde in Köln vom Anwalt Max Bodenheimer gemeinsam mit dem Kaufmann David Wolffsohn gegründet. Bodenheimer war bis 1910 ihr Präsident und setzte sich in Zusammenarbeit mit Theodor Herzl für den Zionismus ein. Die unter Bodenheimer entwickelten „Kölner Thesen“ wurden mit kleinen Anpassungen als „Basler Programm“ auf dem ersten Zionistenkongress übernommen. Bodenheimer wird in Köln mit einer Figur auf dem Turm des Rathauses geehrt. In Höhe der ehemaligen Geschäftsstelle findet sich heute eine in das Pflaster eingelassene Gedenktafel in deutscher und englischer Sprache: „Dr. Max Bodenheimer hat von diesem Haus aus ab 1899 die Organisation für den Judenstaat Israel aufgebaut“.

### Zeit des Nationalsozialismus

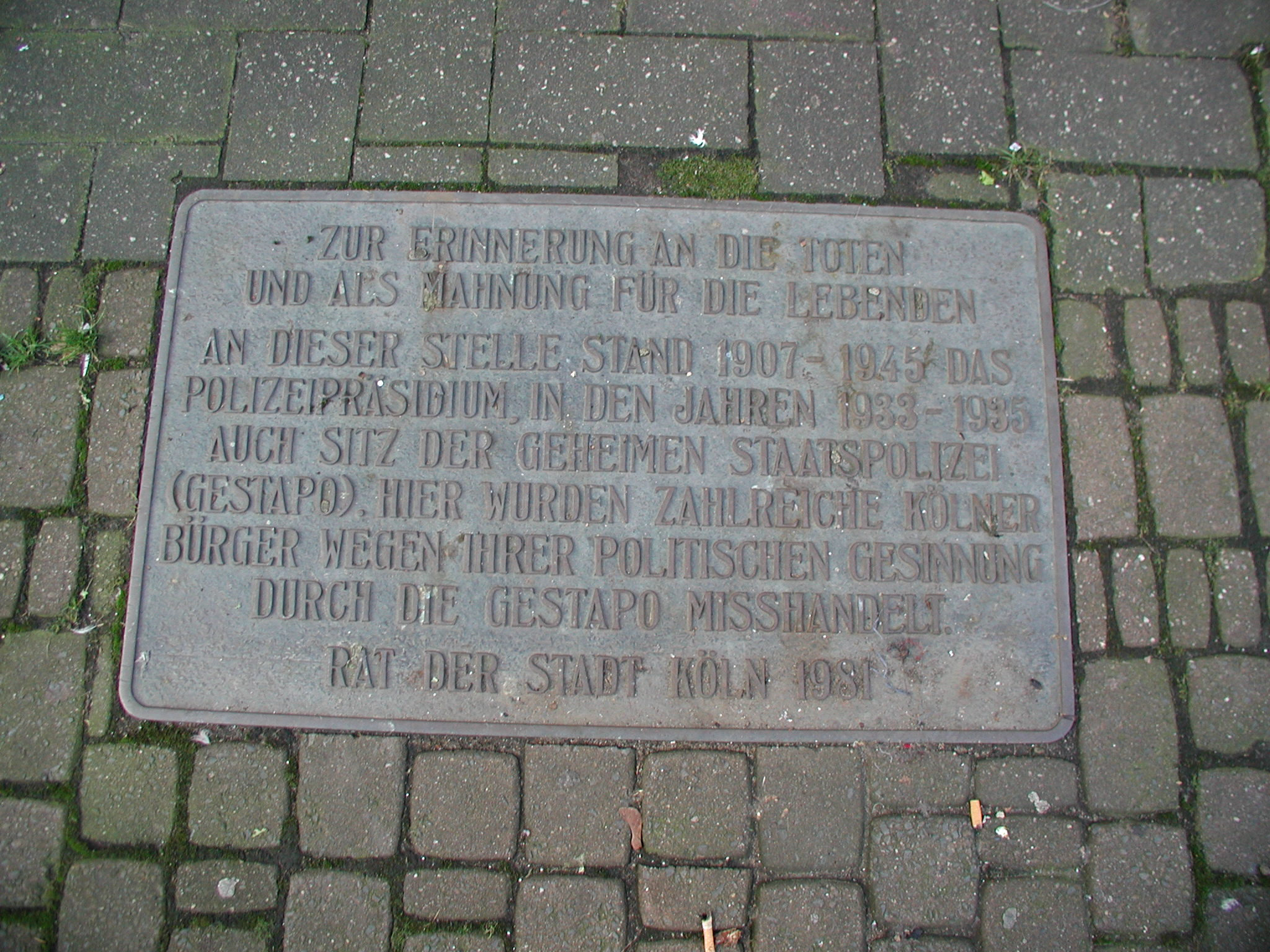
Gedenktafel am ehemaligen Polizeipräsidium

Aufgrund der zentralen Lage und der großen Platzfläche wurde der Neumarkt regelmäßig für nationalsozialistische Kundgebungen genutzt. So fand der Tag von Potsdam am 21. März 1933 eine große Inszenierung auf dem Neumarkt. Im Zuge der Rheinlandbesetzung marschierten am 7. März 1936 Wehrmachtstruppen über die Hohenzollernbrücke nach Köln, wodurch die mit den Siegermächten des Ersten Weltkrieges vereinbarte Entmilitarisierung des Rheinlandes unter Bruch des Vertrags von Versailles endgültig beendet war. Auf dem Neumarkt feierten Tausende Kölner diesen „Erfolg“ des NS-Regimes, um sich anschließend in einem Fackelzug zum Dom zu begeben.
An der Ecke Krebsgasse und Schildergasse residierte das Kölner Polizeipräsidium in einem 1907 fertiggestellten und 1943 völlig zerstörten Gebäude, das durch einen markanten Zwiebelturm auffiel. Bis 1935 hatte hier auch die Gestapo ihren Sitz, die danach ins EL-DE-Haus umzog. Eine unscheinbare Gedenktafel in der Krebsgasse erinnert heute an die Opfer der Gestapo.
An Verfolgung und Deportation der Kölner Juden, Sinti und Roma erinnern heute noch Stolpersteine des Künstlers Gunter Demnig vor Häusern, in denen NS-Opfer vor ihrem Abtransport gewohnt haben. Sie befinden sich am Neumarkt bei den Hausnummern 25 und 31 sowie in den Seitenstraßen Thieboldsgasse (Hausnummern 9 und 88) ebenso wie in der Apostelnstraße 23.

#### Bing-Haus

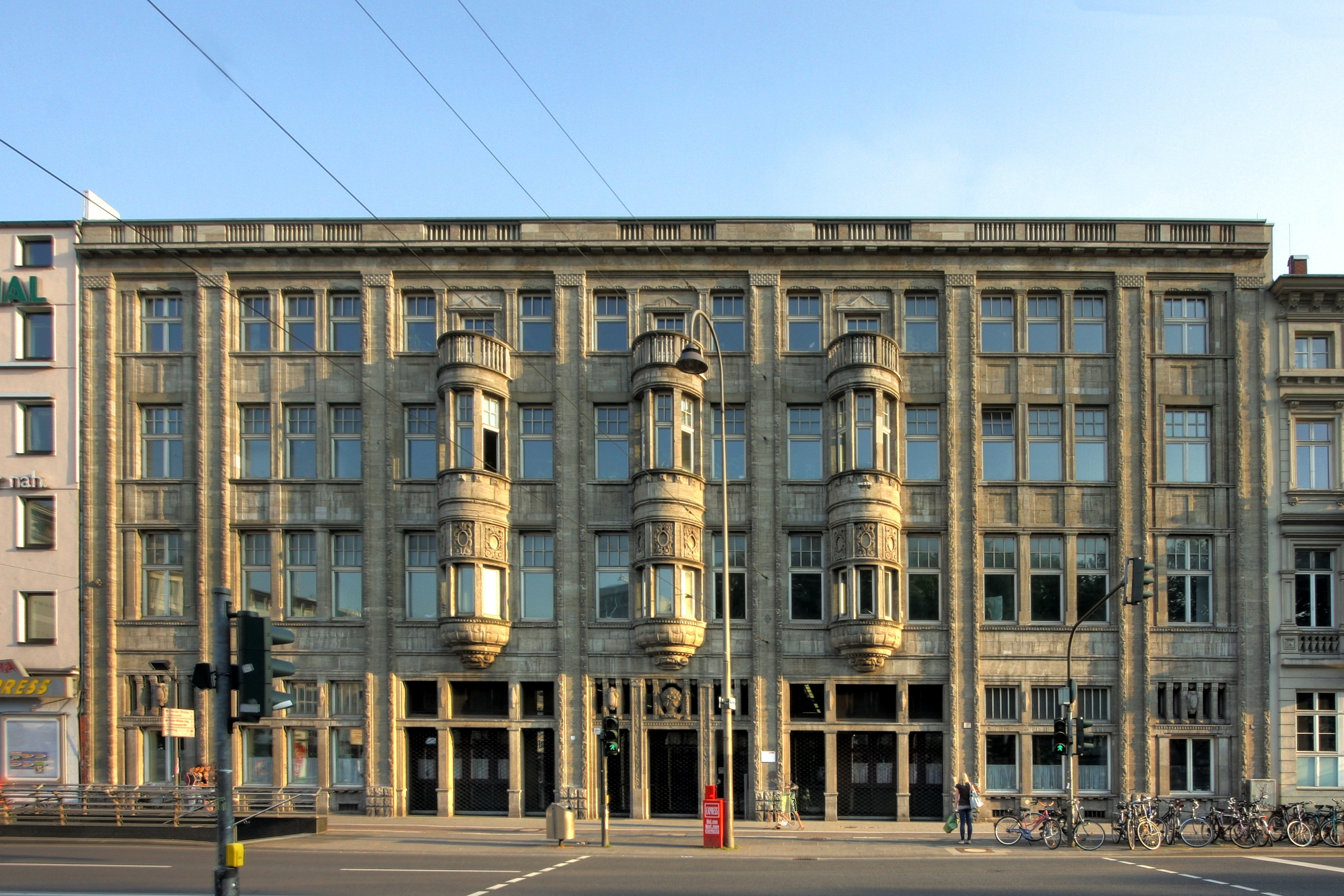
Das Gesundheitsamt (1909) an der Südseite

Seit dem 1. Mai 1850 bestand die jüdische Firma Gebrüder Bing Söhne Großhandel für Bänder, Mode- und Seidenstoffe, die in der Hohe Straße 63 / Ecke Schildergasse 1 residierte (hier wurde Karl Bing geboren). Sohn Alfred Bing übernahm 1881/82 das Geschäft in der Hohen Straße, Sigmund Bing ließ am Neumarkt 15–19 durch den Architekten Heinrich Müller-Erkelenz ein neues Kaufhaus errichten, das am 1. Juli 1909 bezogen werden konnte. Das 1886 erbaute und einem Arzt gehörende Nachbarhaus in Neumarkt Nr. 21 erwarb Bing im Jahr 1912. Chef im „Bing-Haus“ wurde schließlich Fritz Bing. Die Arisierung führte im bekannten Kaufhaus Bing zum unfreiwilligen Eigentümerwechsel. Ein erster Kontakt zwischen der Stadt Köln und Fritz Bing zwecks des Verkaufs des – zu einem großen Teil vermieteten – Bing-Hauses fand am 17. Februar 1938 statt, Fritz und Otto Bing hatten bereits einen Immobilienmakler beauftragt und verlangten einen Verkaufspreis von 1,2 Millionen Reichsmark. Am 30. Januar 1939 verkaufte Fritz Bing als Vertreter der Familie die Häuser am Neumarkt weit unter Wert für 500.000 Reichsmark an die Stadt. Diese überwies die erste Hälfte des Kaufpreises auf ein Sperrmark-Konto, den zweiten Teil zahlte die Stadt am 1. Juli 1939 unter der Bedingung, dass die Häuser von allen Mietern geräumt sein müssten. Zwischen 1938 und 1944 beschlagnahmte die Stadt auf diese Weise mindestens 735 jüdische Häuser und Grundstücke, auch Haus Nr. 33 ging 1939 in den Besitz der Stadt über. Aus der Gebr. Bing Söhne AG ging schließlich die Modena AG hervor, die bis 15. Juli 1938 ihren Sitz in Köln hatte.

#### Gesundheitsamt
Die Stadt sah eine neue Nutzung für das ehemalige Kaufhaus Bing vor. Das Gesundheitsamt sollte von der Cäcilienstraße 1 zum Neumarkt in das Kaufhaus Bing ziehen. Bereits im März 1940 konnten die Umbauarbeiten für das neue Gesundheitsamt abgeschlossen werden. Der Beigeordnete Carl Coerper leitete seit 1926 das Kölner Gesundheitsamt und behielt diese Funktion auch am Neumarkt. Diese Behörde erfüllte zentrale Aufgaben in der NS-Rassen- und Gesundheitspolitik. So unterhielt sie eine „Beratungsstelle für Erb- und Rassenpflege“, die nach den Vorschriften des Gesetzes zum Schutze des deutschen Blutes und der deutschen Ehre (als Teil der Nürnberger Gesetze kurz „Blutschutzgesetz“ genannt) Bescheinigungen zur „Ehetauglichkeit“ ausstellte. Auch an Verfahren der Zwangssterilisation von 4000 Menschen in Köln waren die Ärzte des Gesundheitsamtes am Neumarkt mit Gutachten über vorliegende „Erbkrankheiten“ beteiligt. Der leitende Stadtarzt Franz Vonessen (1892–1970) verweigerte die Teilnahme an Verfahren zur Zwangssterilisation und wurde von den Machthabern daraufhin gegen seinen Willen in den Ruhestand versetzt. Im Jahr 1945 wurde er von der amerikanischen Militärregierung zur Leitung des Kölner Gesundheitsamtes bestimmt. Das Gesundheitsamt hat bis heute seinen Sitz am Neumarkt behalten. Am 2. Juni 1997 enthüllte die Stadt eine Gedenktafel wegen der Arisierung des Kaufhauses Bing.
An der Einmündung der Zeppelinstraße in den Neumarkt (Nr. 4–6) stand seit 1912 das neugotische, von Otto Schulze-Kolbitz errichtete Seidenhaus Gustav Cords, gegenüber lag das Offizierskasino des ehemaligen Blankenheimer Hofs. Die Fassade des Seidenhauses wurde am 7./8. Juli 1941 und am 31. Mai 1942 zerstört. Die Stadt erwarb die alte Kaserne und legte danach 1912 die Zeppelinstraße an, danach entstanden Cords (1912) und das Kaufhaus Carl Peters (1910–1914 in mehreren Bauphasen). Die Zeppelinstraße stellte die Verbindung vom Neumarkt zur Breite Straße her. In den Neubau Nr. 4–6 zog das Kaufhaus Hertie ein, das 1997 schloss.

### Nachkriegszeit

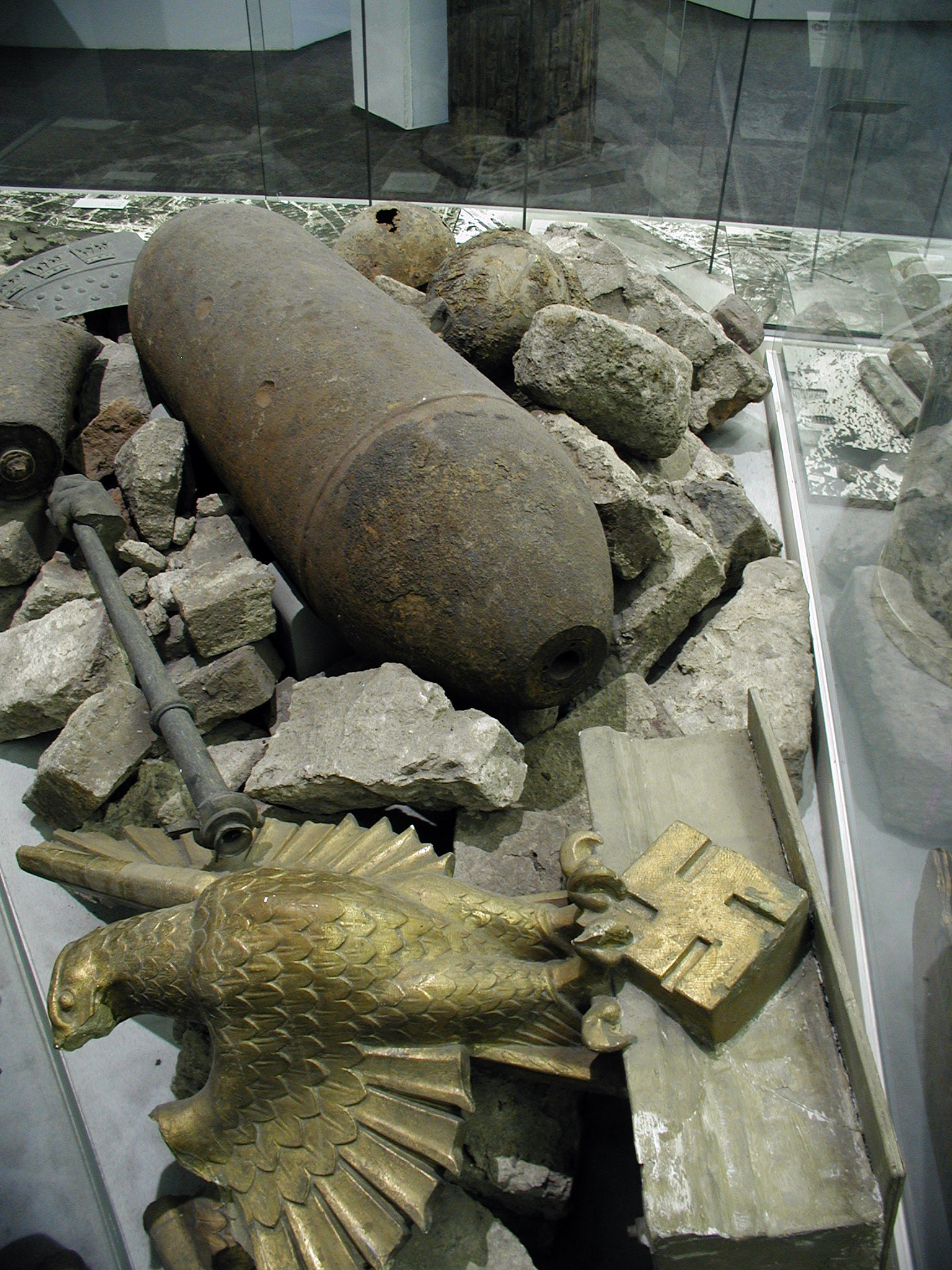
Erinnerung an das Kriegsende

- Im Frühjahr 1945, nach Kriegsende, waren die in Richtung des zentralen Neumarktes führenden Straßen von gewaltigen Bombentrichtern übersät, ebenso der wie umgepflügt wirkende Neumarkt. Bis auf wenige intakt gebliebene Bauten bestand das Viertel aus einer Trümmerlandschaft; sehr bald wurde aber wiederaufgebaut.
- Am 13. November 1953 eröffnete in Nr. 16 das zweite Kölner Aktualitätenkino AKI mit 313 Plätzen (am 6. Juni 1986 geschlossen). Bauherr des Geschäftshauses 16 war die gleichzeitig eröffnete Kreissparkasse Köln.
- Im Mai 1956 wurde das „Schnütgen-Museum“ in St. Cäcilien neu eröffnet.
- Ein großer Springbrunnen wurde im Jahr 1956 auf der Westseite des Platzes errichtet, nach den Plänen des Gartenbaudirektors und Grünflächenamtsleiters Kurt Schönbohm. Aus drei Fontänen wurde das Wasser bogenförmig verteilt. Der Brunnen war flach und ohne Becken angelegt, sodass er bei Nutzung des Platzes für Veranstaltungen abgebaut werden konnte. Nachts wurde er durch Bodenscheinwerfer beleuchtet. Der Betrieb erfolgte über eine Umwälzpumpe, was damals sehr modern war. Obwohl die Brunnenanlage die Aufenthaltsqualität des Platzes aufwertete, wurde sie im Jahr 1997 stillgelegt. Die Fläche wurde später asphaltiert. Eine Wiederinbetriebnahme wurde bereits mehrfach diskutiert. Im August 2019 kündigte die Kölner Oberbürgermeisterin an, die Brunnenanlage zu überprüfen und ggf. wieder in Betrieb nehmen zu lassen, da Springbrunnen die Aufenthaltsqualität auf öffentlichen Plätzen stark erhöhen würden.

Am 2. März 2023 begannen schließlich die Bauarbeiten zur Errichtung der neuen Brunnenanlage an derselben Stelle, wo sich von 1956 bis 1997 bereits der alte Springbrunnen befand.
Größe, Form und Gestaltung sollen sich ebenfalls an dem alten Brunnen orientieren.
Eine Fertigstellung ist für das 4. Quartal 2023 geplant, so dass der neue Springbrunnen dann wahrscheinlich im Frühjahr 2024 seinen regulären Betrieb aufnehmen kann.
- Der erste, am 19. Dezember 1956 stattfindende „lange Samstag“ wurde für die Geschäftsleute am Neumarkt ein voller Erfolg.
- Die im Krieg zerstörten Pferdeköpfe des Richmodisturmes wurden durch den Bildhauer Wilhelm Müller Maus im Jahr 1958 ersetzt.
- Der an der neuen Kunsthalle entstandene Platz erhielt durch Beschluss des städtischen Hauptausschusses im März 1964 den Namen Josef-Haubrich-Hof.
- Im Januar 1965 nahm die neue Volkshochschule Köln ihre Arbeit auf. Ihre Fassade ziert ein monumentales Relief des Mailänder Künstlers Arnaldo Pomodoro.
- Am 23. Februar 1966 wurde die in den Neumarkt mündende Schildergasse in eine Fußgängerzone umgewandelt.
- Am 15. April 1967 wurden auf dem Gelände des ehemaligen Bürgerhospitals die Kunsthalle und der Kölnische Kunstverein eingeweiht. Das Gebäude-Ensemble des Kölner Architekten Karl Lammersen vereinigte Kunsthalle und Kunstverein, Volkshochschule und Forum. Die Kunsthalle heißt seit 15. Juni 1979 Josef-Haubrich-Kunsthalle und wurde im Oktober 2002 abgerissen.
- Im Oktober 1969 wurde der zweite Kölner U-Bahn-Streckenabschnitt freigegeben. Er verband vorerst die Stationen Barbarossaplatz mit der Poststraße und dem Neumarkt.[63]
- Im November 1970 fand hier wieder der erste Kölner Weihnachtsmarkt nach dem Krieg statt.

## Kunst und Kultur

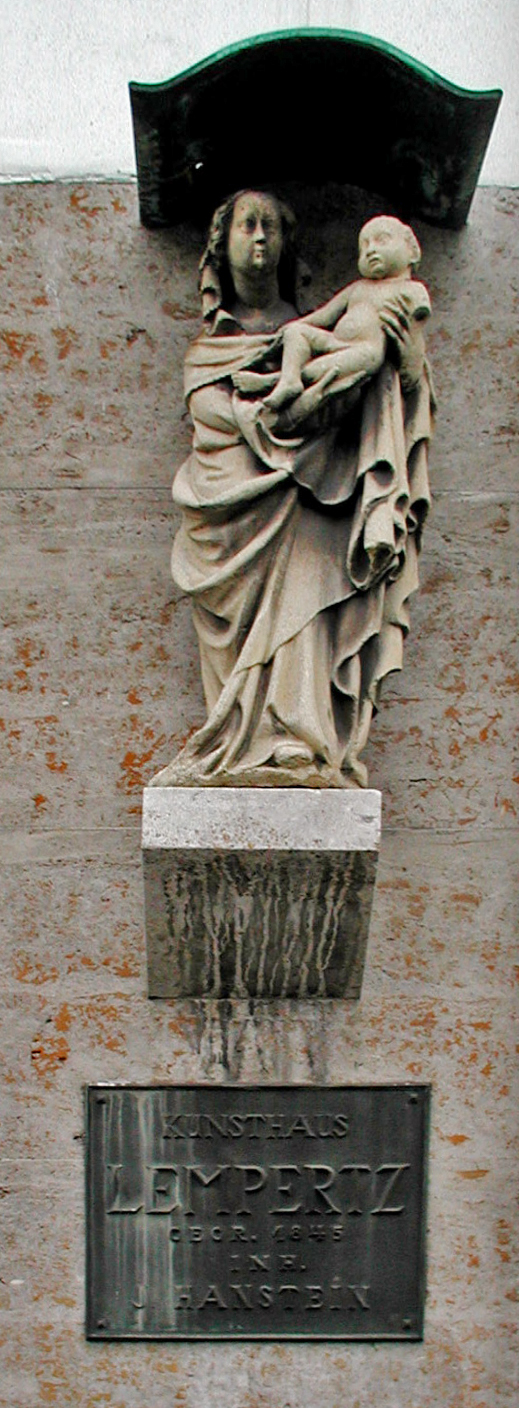
Kunsthaus-Lempertz

Rund um den Neumarkt haben sich Museen, Galerien, Kulturinstitute und Bildungseinrichtungen wie das Amerikahaus, der Kölner Kunstverein, das Belgische Haus, die Volkshochschule, die Zentralbibliothek, die Kunsthalle und das Kunst- und Auktionshaus Lempertz angesiedelt.

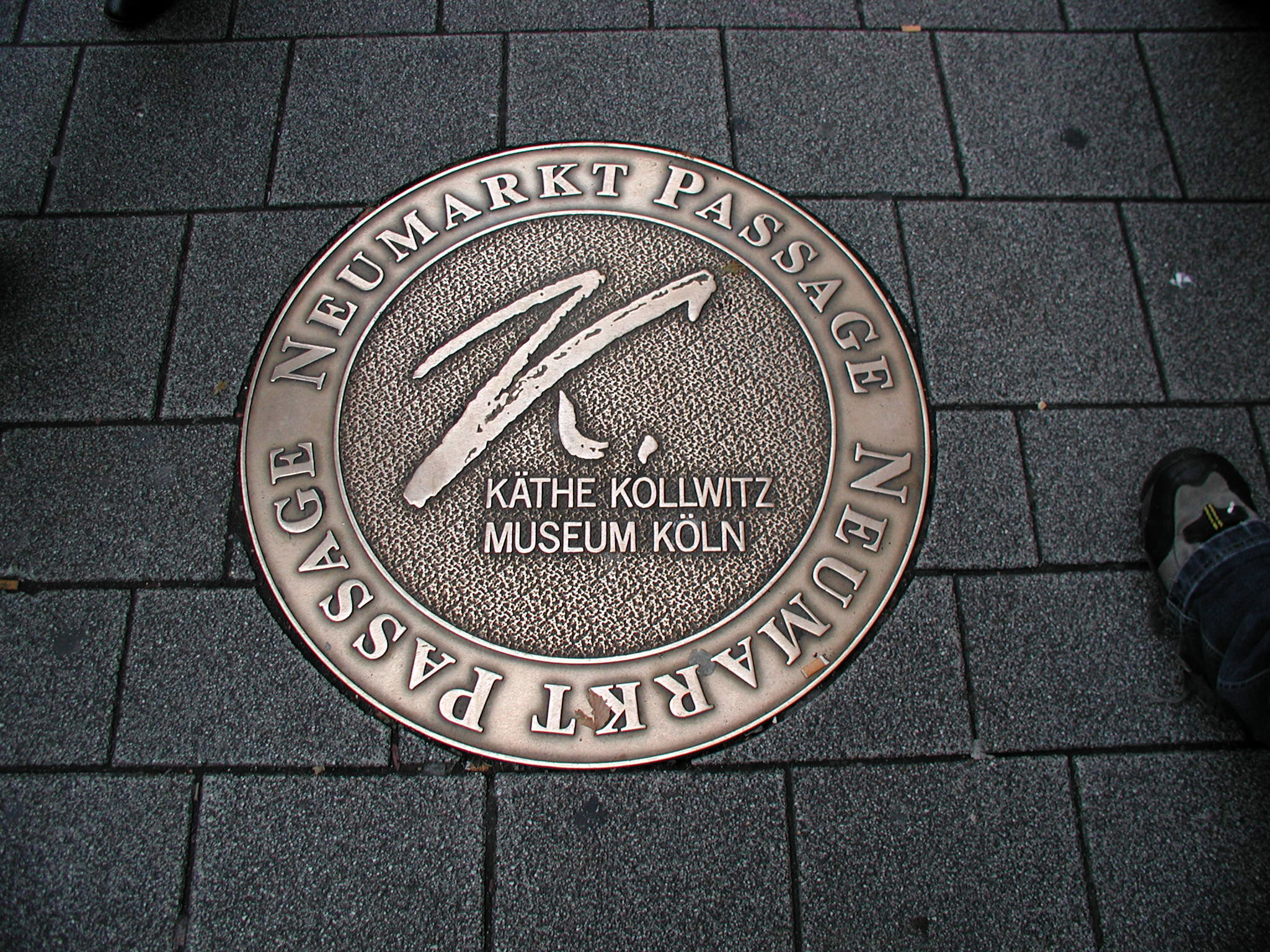
Hinweis auf das Käthe-Kollwitz-Museum

### Käthe-Kollwitz-Museum
Käthe Kollwitz (1867–1945) war eine der großen Persönlichkeiten der klassischen Moderne. Das ausschließlich ihr gewidmete Museum, Träger ist die Kreissparkasse Köln, wurde im Jahr 1985 eingerichtet. Gezeigt werden derzeit rund 270 Handzeichnungen, 20 Skulpturen und über 450 druckgraphische Blätter. Der Bestand des Museums stellt die weltweit bedeutendste Sammlung der Werke der Künstlerin dar. Es befindet sich in der Neumarkt-Passage.

### Lew Kopelew Forum
Als Treffpunkt zur Völkerverständigung betrachtet sich das 1998 gegründete und 1999 in der Neumarkt-Passage eröffnete Lew Kopelew Forum e. V.
Es bemüht sich insbesondere um die deutsch-russische Freundschaft und bietet interessierten Besuchern an, sich über Leben und Werk des 1997 in Köln verstorbenen, russischen Germanisten, Schriftstellers und Bürgerrechtlers Lew Sinowjewitsch Kopelew zu informieren. Weiterhin bietet das Forum in seinem Veranstaltungsprogramm den Besuchern Lesungen, Musik, Vorträge und diverse Ausstellungen. Das Forum, unter maßgeblicher Beteiligung der Kölner Kreissparkasse und des WDR als gemeinnütziger Verein gegründet, verleiht alljährlich den „Lew-Kopelew-Preis“.

### Belgisches Haus

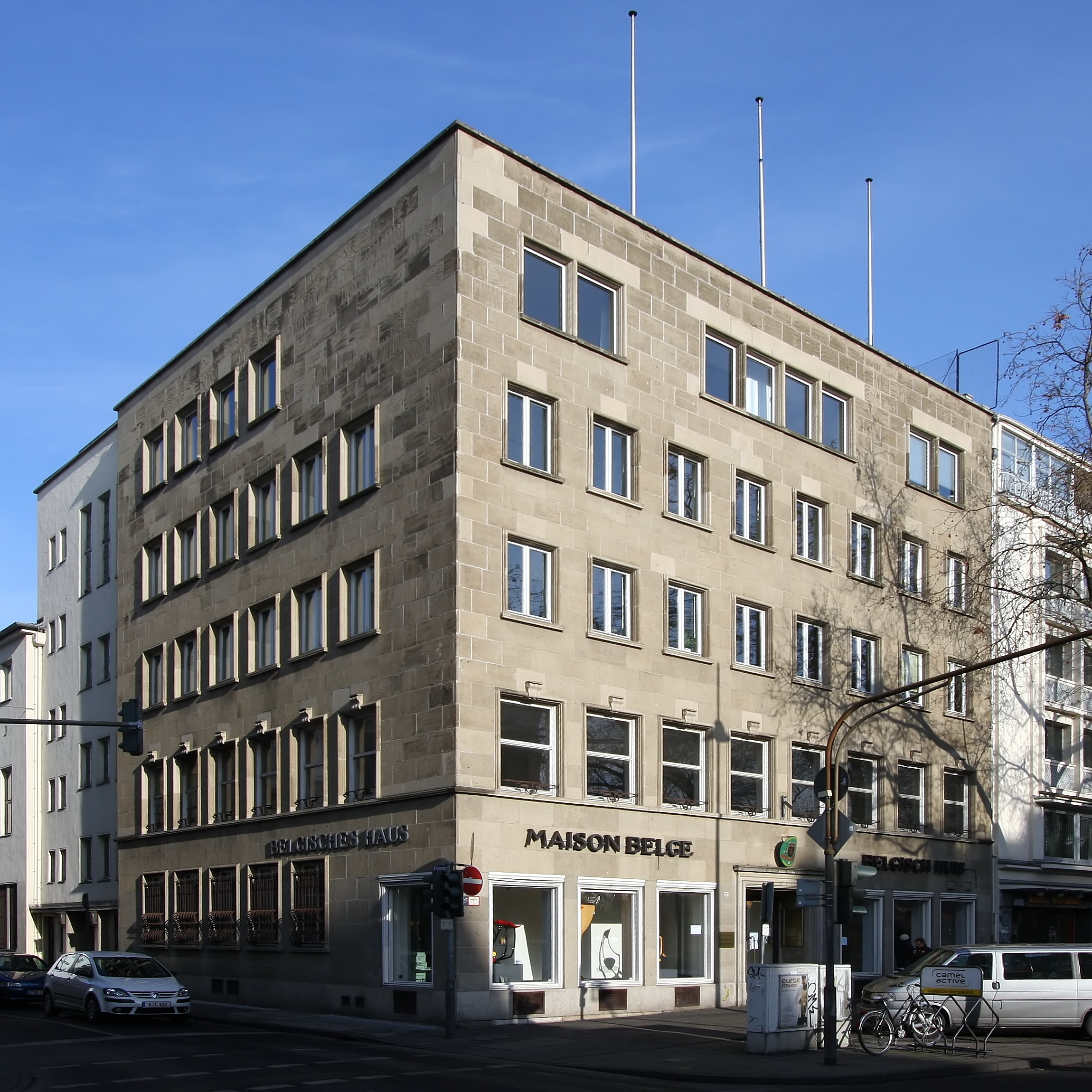
Belgisches-Haus, Cäcilienstraße (Foto: 2009)

Bereits im Februar 1950 wurde durch die US-Amerikaner als Zeichen der neuen engen wirtschaftlichen und kulturellen Beziehungen mit dem Nachbarland Belgien auf der Cäcilienstraße 46 in der Nähe des Neumarktes ein „Belgisches Haus“ genanntes Kulturinstitut eröffnet. Architekt des Hauses mit der markanten Tuffsteinfassade war der Kölner Johannes Schüller, Innenarchitekt Hans Hansen. Es verfügte auf mehrere Etagen verteilt neben Verwaltungsräumen über eine große Ausstellungshalle und einen modernen Vortragssaal, in welchem auch Konzerte sowie andere kulturelle Veranstaltungen stattfanden. Im Belgischen Haus saßen außerdem die 1952 gegründete Deutsch-Belgisch-Luxemburgische Handelskammer, (seit 2015 Friedrichstraße 42/44 die Büros der Wirtschafts- und Handelsattachés für Wallonien, Flandern und die Region Brüssel), die flämische Regierungsagentur zur Unterstützung der Geschäftsaktivitäten in und mit der belgischen Region Flandern Flanders Investment & Trade (seit 2015 Stolkgasse 25–45) sowie der sich monatlich treffende Verein „Belgian Business Association“ (B.B.A.). Das sich seit den 1950er Jahren ebenfalls im Belgischen Haus befindende belgische Konsulat wurde zum 31. Mai 2015 geschlossen. Im September 2015 wurde das Kulturinstitut vom Deutschen Kulturrat auf die Rote Liste Kultur gesetzt und in die Kategorie 2 und damit als gefährdet eingestuft. Das Haus steht seit 1990 unter Denkmalschutz. Im Herbst 2015 wurde vom Belgischen Außenministerium die endgültige Schließung des Belgischen Hauses kommuniziert.
Nach einer Generalsanierung hat das Römisch-Germanische Museum das Belgische Haus am 15. November 2019 für mehrere Jahre als Interim bezogen, während das Museumsgebäude am Roncalliplatz saniert wird.

### Josef-Haubrich-Hof
An der Südostecke des Neumarktes erstreckt sich ab der Fleischmengergasse zwischen der Leonhard-Tietz-Straße und der Cäcilienstraße der Josef-Haubrich-Hof. Benannt wurde das Areal nach dem Kölner Juristen und Kunstsammler Josef Haubrich. Dieser stiftete im Jahr 1946 seine umfangreiche Sammlung der Stadt Köln. Die durch ihn im „Dritten Reich“ vor dem Zugriff der Nationalsozialisten in Sicherheit gebrachten Kunstwerke, vor allem moderne Malerei und Skulpturen, wurden als „Stiftung Haubrich“ Ersatz für die hohen, im letzten Weltkrieg erlittenen Verluste moderner Kunst, die sich einst im Wallraf-Richartz-Museum befand. Die „Stiftung Haubrich“ umfasst Werke der Künstler Marc Chagall, die Gruppe des Blauen Reiters, Maurice de Vlaminck, Maurice Utrillo sowie Plastiken von Georg Baron Minne und Wilhelm Lehmbruck. Große überregionale Beachtung fand die zur Eröffnung der Kunsthalle am Josef-Haubrich-Hof 1967 stattfindende, durch Otto Doppelfeld ausgestattete Sonderausstellung „Römer am Rhein“.
Den nüchternen Bau der Volkshochschule im Josef-Haubrich-Hof ziert das Relief „Große Huldigung an das technische Zeitalter“ des italienischen Bildhauers Arnaldo Pomodoro aus dem Jahr 1964.
Die Kölner Kunsthalle wurde im Oktober 2002 abgerissen. Nach einem Baustopp blieb das Kölner Loch bis zur Grundsteinlegung für den neuen Museumskomplex am 14. Juni 2005 bestehen. Am 22. Oktober 2010 eröffnete das neue Kulturzentrum, das das Rautenstrauch-Joest-Museum für Völkerkunde, eine Erweiterung des bestehenden Museums Schnütgen, einen Teil der dort bereits ansässigen Volkshochschule und den museumspädagogischen Dienst der Stadt Köln aufgenommen hat. Das 88,5 Meter lange Gebäude hat einen 21 Meter hohen Eingang bei einer Gesamthöhe von 24 Metern und besitzt eine Ausstellungsfläche von 4939 m².

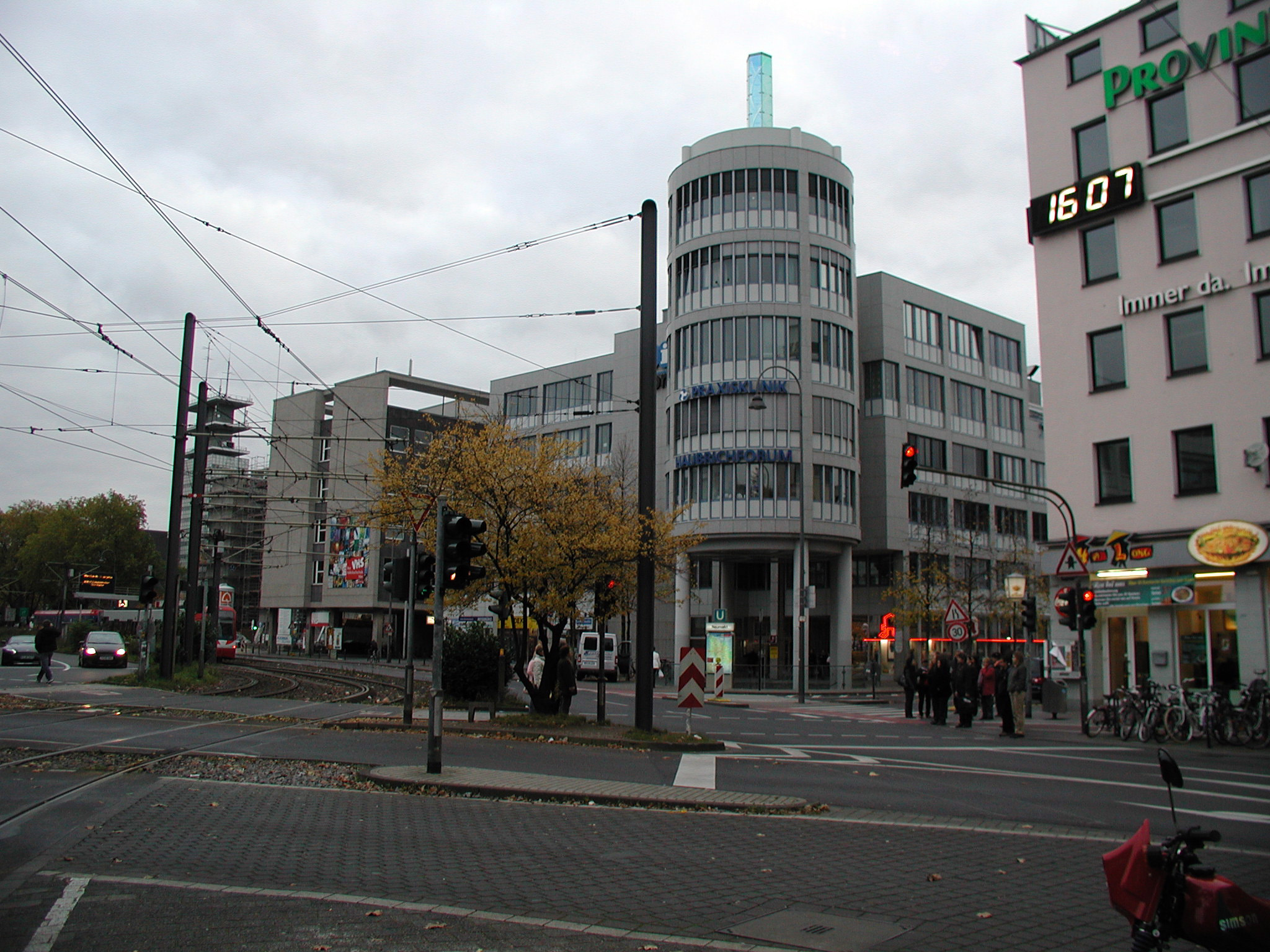
Blick auf das Gelände des Josef-Haubrich-Hofes und dortige Baumaßnahmen
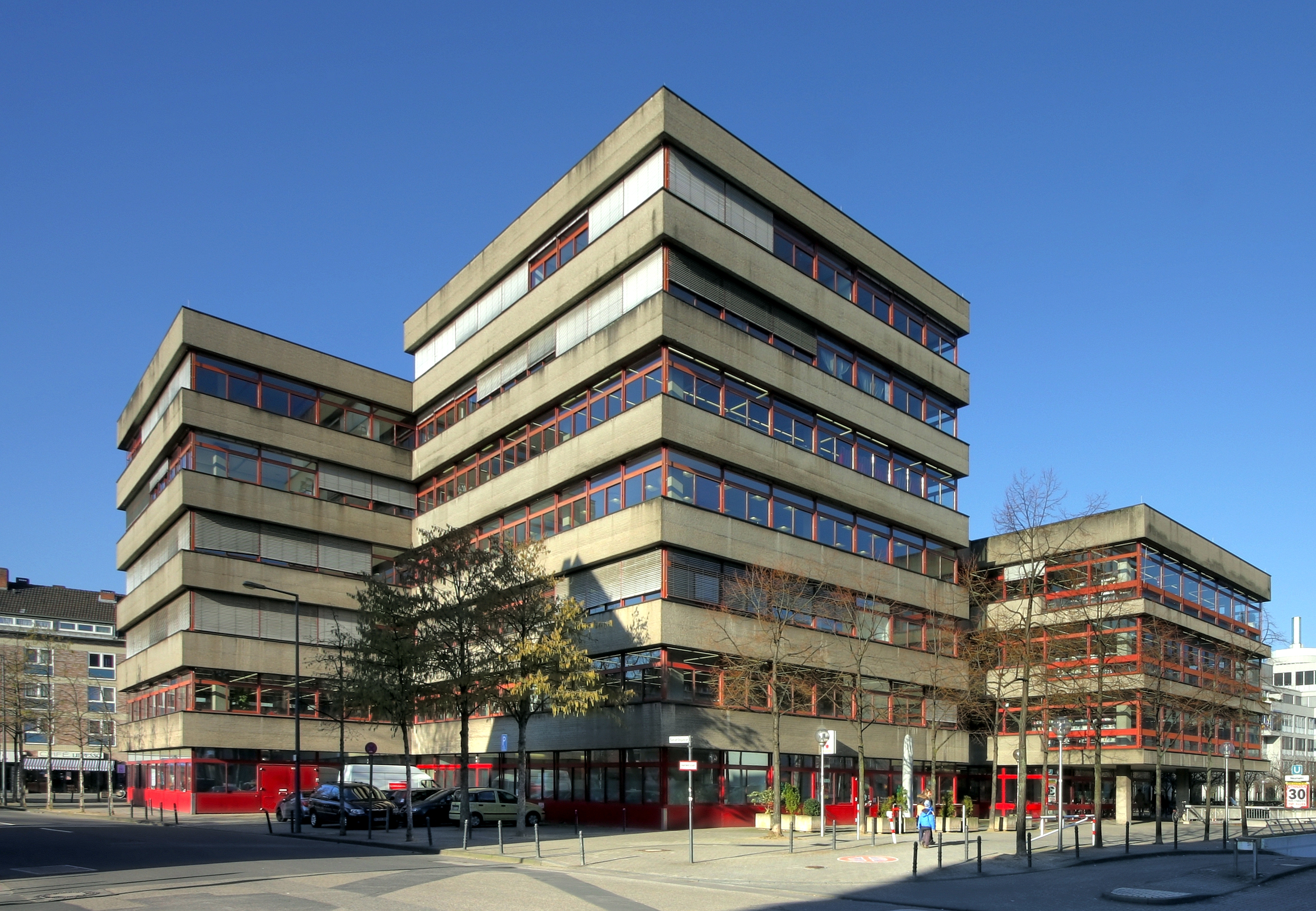
Stadtbibliothek (erbaut 1979), Blick von der Leonhard-Tietz-Straße
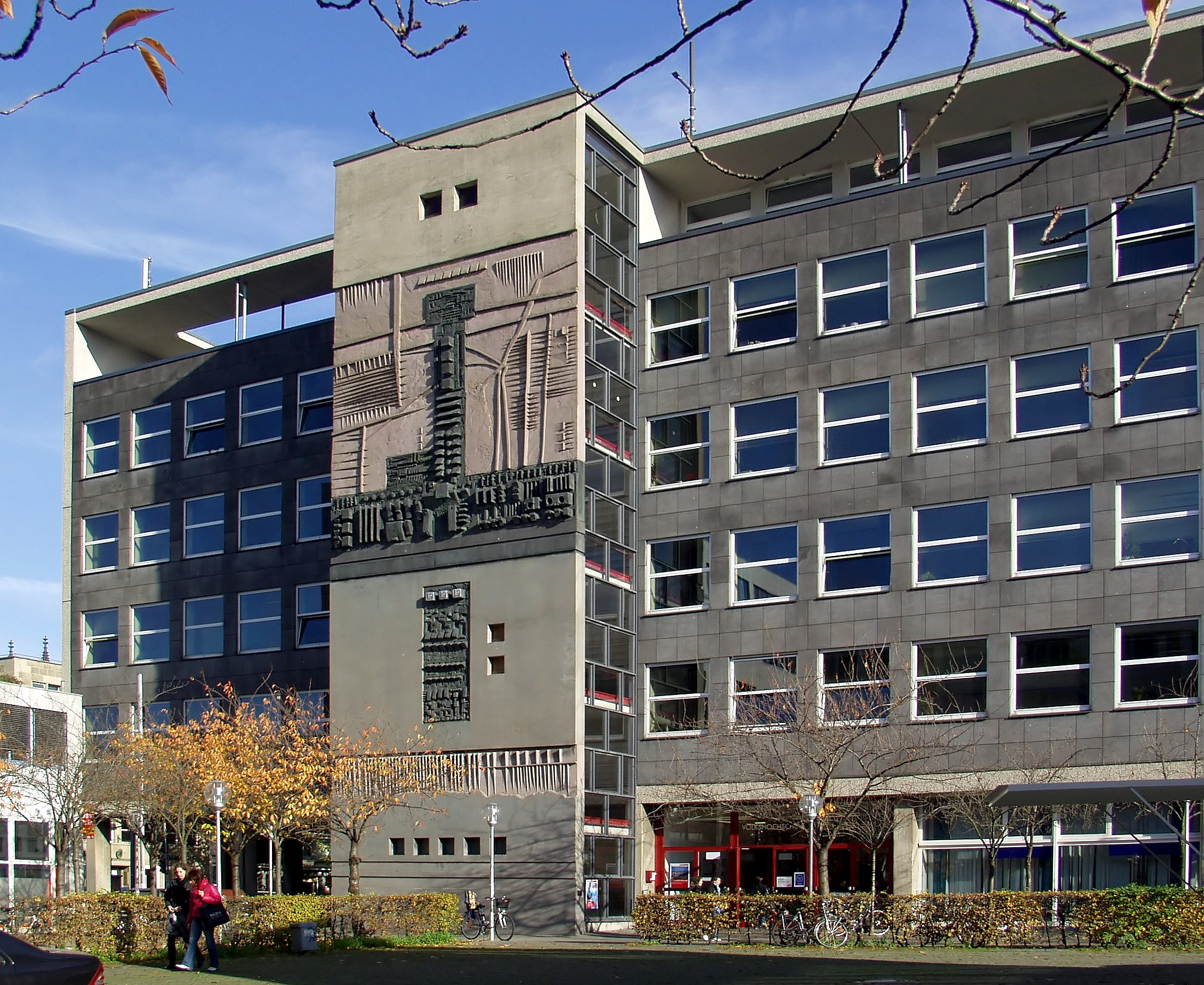
VHS Köln mit Pomodoro-Relief, Josef-Haubrich-Hof am Neumarkt

## Einkaufspassagen

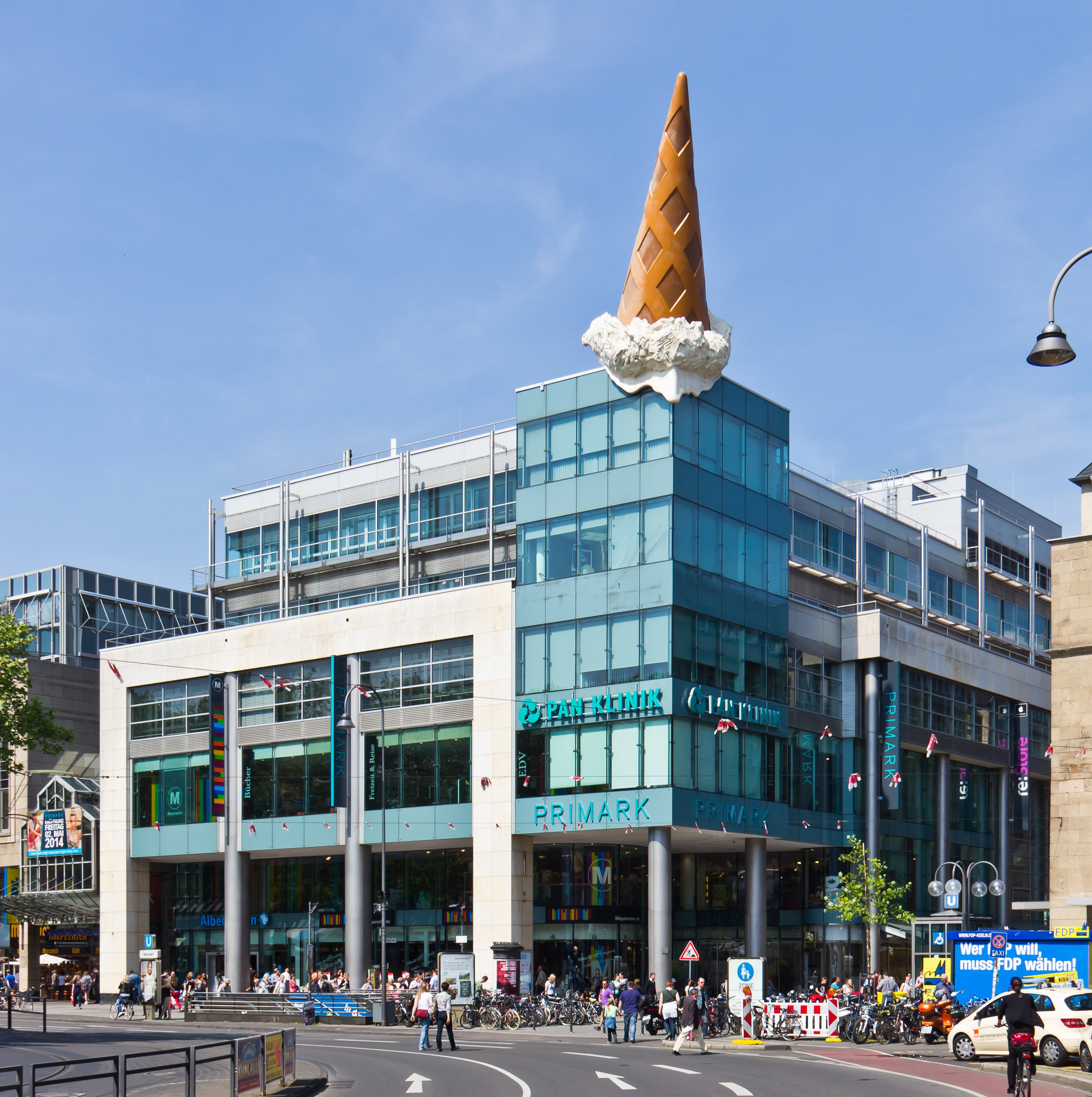
Neumarkt 2–4 – „Neumarkt-Galerie“ mit der Skulptur “Dropped Cone” (April 2014)

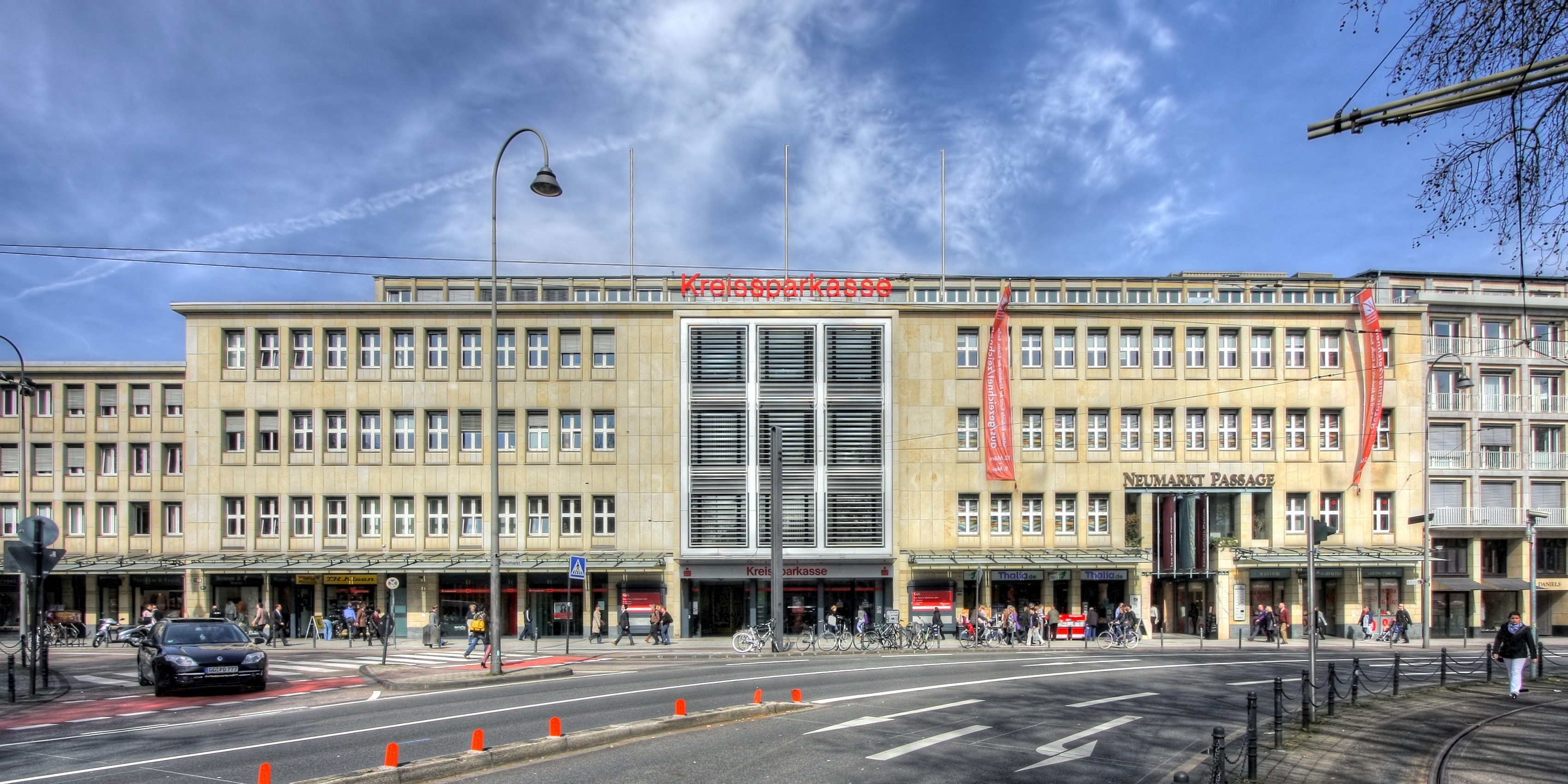
Neumarkt 18–24 – Kreissparkasse Köln und „Neumarkt-Passage“ (März 2010)

Am 10. April 1937 eröffnete Oberbürgermeister Robert Brandes in Nr. 1a die von Wilhelm Riphahn geplante Neumarkt-Passage, ein Wohn-/Büro- und Geschäftshaus mit bunten Markisen. Es handelte sich um zwei Gebäude, die durch eine Passage miteinander in Verbindung standen. Nachbar zur Schildergasse ist das Haus Hindenburg. In den 1960er Jahren avancierte insbesondere die Nordseite des Neumarkts zunehmend zu einer eigenständigen Einkaufsmeile, die von der nahen Schildergasse ebenso profitiert wie von der Mittelstraße und der Breite Straße.
Der Neumarkt ist heute durch zwei Ladenpassagen geprägt, und zwar der Neumarkt-Galerie und der Neumarkt-Passage:
- Die Neumarkt-Galerie (Nr. 2–4) eröffnete im Oktober 1998 (Baubeginn Juli 1997, Baukosten 280 Millionen DM) und verfügt über 37.000 m² Verkaufsfläche, davon 18.000 m² für den Einzelhandel, 9000 m² nimmt die PAN-Klinik ein, die Büroflächen machen 5000 m² aus. Insgesamt bestehen 40 Handelsflächen; Ankermieter ist seit Mai 2014 Primark mit 8435 m². Das Gebäude wurde im Dezember 2013 von Deka Immobilien für 295 Millionen Euro erworben. Sein Markenzeichen ist der auf dem Dach befindliche „Dropped Cone“ aus 2001, ein über zehn Meter hohes Kunstwerk in Form einer umgestülpten Eistüte von Claes Oldenburg und Coosje van Bruggen. Ihre Spitze soll an die Kölner Kirchtürme erinnern. An Nr. 2–4 stand bis 1997 das Kaufhaus Hertie.
- Die kleinteiligere, in ihrer Positionierung im Vergleich gehobenere Neumarkt-Passage (Nr. 18–24) entstand 1988 durch Hans Schilling als Resultat einer Gebäudesanierung (1991 saniert; Baukosten 23,5 Millionen Euro). Von der Verkaufsfläche von 4600 m² entfallen seit Mai 2013 auf den Ankermieter „ELB by Kult“ 1220 m², einem Modefilialisten der Görgens-Gruppe.[78] Die Passage erschließt kreuzförmig den Baublock. Ein sich über zwei Geschosse erstreckender Eingang am Neumarkt bildet den Auftakt. In der Neumarkt-Passage befindet sich seit Januar 1989 das am 22. April 1985 gegründete Käthe-Kollwitz-Museum, das auf 1000 m² über die weltweit umfangreichste Kollwitz-Sammlung verfügt. In der Passage liegt auch das 1998 eingerichtete Lew-Kopelew-Forum, das den Lew-Kopelew-Preis vergibt. Walter Dietz plante die vorgebaute Hauptstelle der Kreissparkasse Köln ab 1948, deren Eröffnung 1953 stattfand. Die Kreissparkasse Köln ist Eigentümer der Passage. Sie verbindet den Neumarkt zu der seit 1988 bestehenden Richmodpassage (Richmod-Center; 4500 m² Verkaufsfläche in einer großzügigen Glasgalerie) und war damit das erste Passagensystem Kölns. Das von Paul Bonatz 1928/29 errichtete Richmodis-Haus (Nr. 8–10) wurde bis 1991 renoviert und besitzt eine Verkaufsfläche von 4400 m². Seit Juli 2010 ist TK Maxx Ankermieter, auf den von der Einzelhandelsfläche 3400 m² entfallen, über 1000 m² verfügt die Gries Deco Holding mit ihrer Filiale „Depot“.

## Öffentlicher Nahverkehr

Innenstadttunnel der Kölner Stadtbahn, im Mittelpunkt der Neumarkt

Eine erste Pferdebahnlinie der „Cölnischen Straßenbahn-Gesellschaft“ verlief ab dem Jahr 1882 von der westlichen Stadtgrenze über die Aachener Straße, Hahnentor, Hahnenstraße und die Straße „Im Laach“ zum Neumarkt. Die Umstellung des Kölner Straßenbahnnetzes auf elektrischen Betrieb erfolgte ab dem Jahr 1901. Ab dem 3. März 1902 verkehrte die elektrische „Innenbahn“, aus Richtung Flora über die Richmodstraße kommend über den Neumarkt, um weiter zum Ubierring zu fahren. Am 15. April 1902 folgte die „Müngersdorfbahn“, deren Strecke nach Müngersdorf am Neumarkt ihren Ausgang nahm. Die „Neumarktbahn“ eröffnet am 14. September 1902. Sie verlief zwischen Ehrenfeld und dem Südpark. Die „Querbahn“, die Nippes mit dem Eifelplatz verband, wurde am 31. Dezember 1902 eröffnet. Mit der am 15. Januar 1903 eröffneten „Sülzer Bahn“ zwischen Neumarkt und Sülz wurde der Neumarkt von fünf Straßenbahnlinien angefahren.

### Stadtbahn

#### Im Tunnel
Die unterirdische Stadtbahnhaltestelle Neumarkt liegt unter der südöstlichen Ecke des Platzes, wobei die Strecke in nord-südlicher Richtung verläuft. Strecke und Haltestelle wurden am 6. Oktober 1969 als zweiter Abschnitt des Kölner Innenstadttunnels, der ersten unterirdischen Straßenbahnstrecke Kölns, in Betrieb genommen. Bis heute fahren die Züge am Barbarossaplatz über eine Rampe in den Untergrund und erreichen den Neumarkt über die Haltestelle Poststraße. Eine weitere Zufahrt in den Tunnel wurde 1970 an der Rampe Severinstraße eingerichtet. Vom Neumarkt aus geht es über den Appellhofplatz in Richtung Hauptbahnhof oder Friesenplatz.
Am 8. April 1981 wurden bei einem Bombenanschlag in der U-Bahn-Station Neumarkt sieben Menschen verletzt.
Die Tunnel-Haltestelle Neumarkt gehört mit den vier Linien 3, 4, 16 und 18, die in enger Taktzeit auf einem gemeinsamen Bahnsteig pro Fahrtrichtung verkehren, zu den am meisten frequentierten Kölner Stadtbahnstationen. Bereits in den 1980er Jahren fand ein Umbau der Haltestelle statt, bei dem die Bahnsteige deutlich verbreitert und die Wände mit hinterleuchteten Fotocollagen künstlerisch gestaltet wurden. Mit einem erneuten Umbau der Bahnsteige von Niedrig- auf Hochflurbetrieb im Jahr 2004 wurde der ebenerdige Einstieg in die Hochflur-Stadtbahnwagen ermöglicht. Gleichzeitig wurden die Fotocollagen zugunsten von beleuchteten Plakatwänden deutlich reduziert.

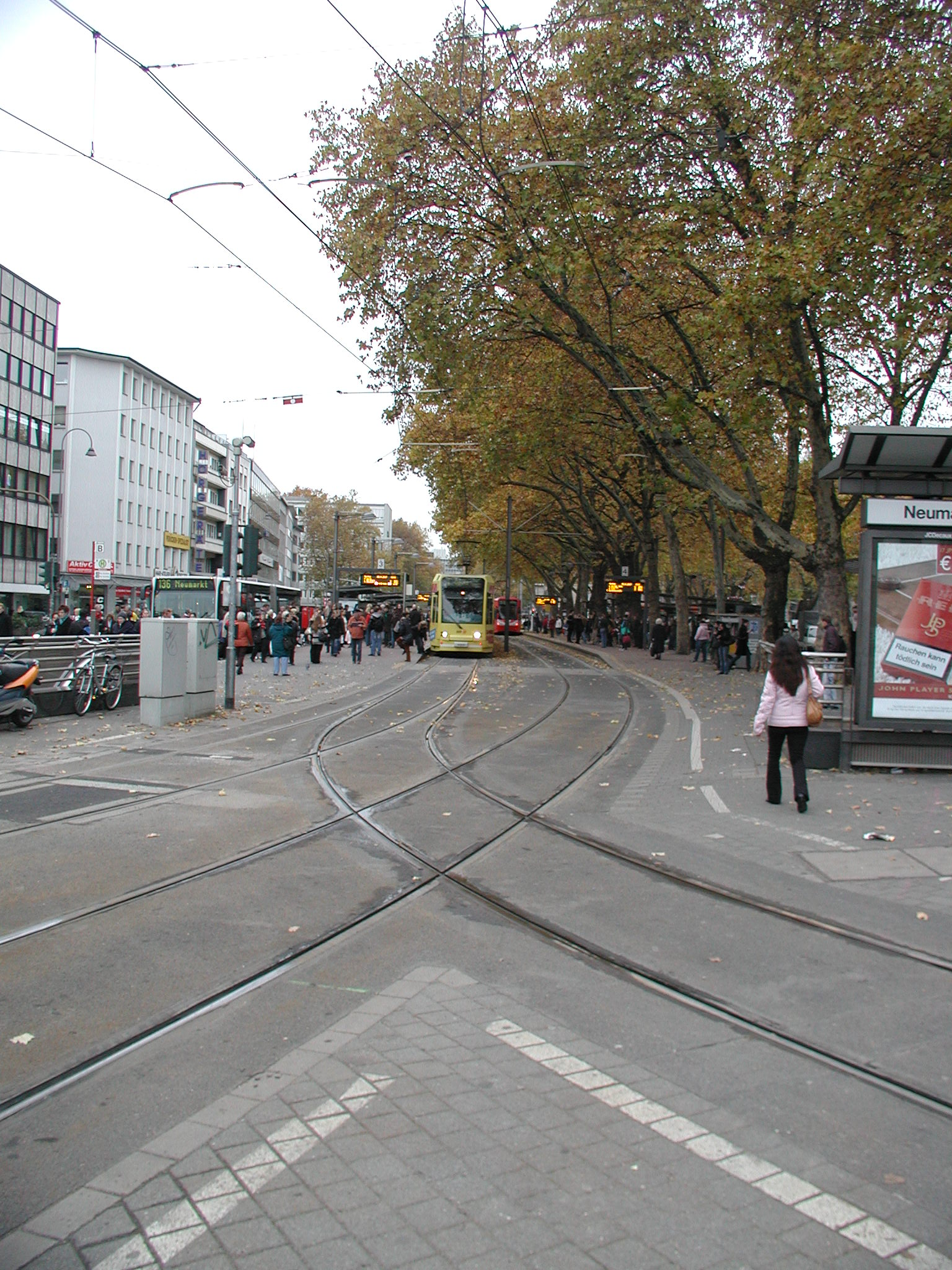
Stadtbahn Neumarkt, an der Oberfläche

2001 wurde die Verteilerebene zwischen den Treppen zu den Bahnsteigen und den Ausgängen an der Schildergasse beziehungsweise der Platzfläche umfangreich umgebaut. Dabei entstand in dem Verbindungsgang zur Schildergasse die Einkaufs- und Dienstleistungspassage HUGO (Darstellung: GO). Der Anschluss ins Kellergeschoss des ehemaligen Kaufhauses Hertie wurde zum Zugang für den unterirdischen Teil der 1998 eröffneten Neumarkt-Galerie, wodurch ein zusammenhängendes, unterirdisches Netz von Einkaufspassagen zwischen Stadtbahn, Neumarkt-Galerie, Olivandenhof und der innerstädtischen Karstadt-Filiale entstand.

#### An der Oberfläche
Die drei West-Ost-Linien 1, 7 und 9 passieren die Südseite des Neumarkts, an der sich auch die reguläre, niederflurig ausgelegte Haltestelle befindet. Eine eingleisig von der Strecke abgehende Schleife um den Platz bedient auf einem zweigleisigen Abschnitt an der Nordseite zwei zusätzliche Bahnsteige, die für Sonderverkehre genutzt werden können. Die Schleife kann von Zügen aus westlicher und östlicher Richtung angefahren werden und ermöglicht die Weiterfahrt in beide Richtungen der Strecke.

### Busverkehr
Der Neumarkt ist die Endstation der Buslinien 136 nach Lövenich über Dürener Str./Gürtel und Krankenhaus Hohenlind und 146 nach Deckstein, die den Platz über eine gemeinsame Bus-/Stadtbahn-Fahrbahn erreichen und umfahren. Der Ausstieghaltestelle für beide Linien befindet sich an der Südseite des Platzes, nahe der Stadtbahnhaltestelle. Die leeren Busse fahren dann östlich um den Platz zur Einstiegshaltestelle an der Nordseite (Bussteig A) und dann über eine gemeinsame Bus-/Stadtbahnspur zum Rudolfplatz.
Die Linien verkehren in einem 10-Minuten-Takt bis zur Haltestelle Hildegards-Krankenhaus parallel zusammen, dort trennen sich die Linienwege.

## Lage und Bedeutung
Der Neumarkt wird von der gleichnamigen, 646 Meter langen Straße umsäumt. In den Neumarkt münden – im Uhrzeigersinn – Schildergasse, Cäcilienstraße, Thieboldsgasse, Im Laach, Hahnenstraße, Apostelnstraße, Richmodstraße und Zeppelinstraße. Der größte städtische Platz Kölns ist das Bindeglied zwischen der zur Osttangente führenden Deutzer Brücke und der in westliche Richtung führenden Ausfallstraße Aachener Straße. Er verbindet die Einkaufsstraßen Schildergasse und Mittelstraße. Gleichzeitig ist er einer der wesentlichen Knotenpunkte des öffentlichen Nahverkehrs. Er wird an der Oberfläche bedient durch die Stadtbahn Köln und im Tunnel durch den U-Bahnhof Neumarkt.
Von den insgesamt am Neumarkt verfügbaren rund 50.000 m² Einzelhandelsfläche entfallen über 90 % auf Shopping-Center, Passagen und Warenhäuser. Am Neumarkt befinden sich 75 Geschäfte, von denen 34 zu einer Filialkette gehören. Ältestes Geschäft am Platz ist das seit 1845 bestehende Lichthaus Remagen, das zunächst in der Lintgasse lag und 1964 zum Neumarkt 35–37 zog. Im Vergleich zu den höher frequentierten Einkaufsmeilen Schildergasse und Hohe Straße liegen die Ladenmieten am Neumarkt lediglich zwischen 100 und 120 Euro. Schwerpunkt der Einkaufsmeile ist die Nordseite des Neumarkts, während seine Südseite von Gesundheitsamt, Versicherungen und Banken geprägt ist. 43 % der Immobilien am Neumarkt gehören Privateigentümern. Anders als in den übrigen Kölner 1a-Lagen sind dort auch institutionelle Investoren (27 %) und Versicherungen (23 %) stark engagiert.
Auf dem Platz finden Veranstaltungen wie Zirkusvorführungen, Karnevalssitzungen und Weihnachtsmärkte statt. Der Weihnachtsmarkt auf dem Neumarkt begann vor 1919, seit November 2008 steht er unter dem Thema „Markt der Engel“.

## Umgangssprache und metaphorische Verwendung
Der Neumarkt spielte als zentraler und verkehrsreicher Platz eine Rolle bei der Bildung einiger Begriffe der Kölner Umgangssprache: Als Nümaatskrat, von Krat (‚Kröte‘), wird abwertend ein Mensch bezeichnet, der sich häufig auf öffentlichen Plätzen aufhält, einen wüsten Menschen, der zum Gesindel gehört. Nachgewiesen, aber nicht mehr verwendet, sind außerdem die Begriffe Nümaatsbroder (‚Neumarktsbruder‘) für einen Müßiggänger, der den Tag auf den Bänken des Neumarkts verbringt, Nümaatsflitsche (‚Neumarktsflittchen‘) für eine Umhertreiberin beziehungsweise Prostituierte und Nümatshär (‚Neumarktsherr‘) für einen am Neumarkt beschäftigten Dienstmann. Der Sprachforscher Adam Wrede nennt außerdem die metaphorisch auf die Platzgröße anspielenden Verwendungen Dä hät e Jewesse wie dä Nümaat (‚Der hat ein Gewissen wie der Neumarkt‘) für ein besonders weites Gewissen sowie Ich han keine Kopp wie der Nümaat (‚Ich habe keinen Kopf wie der Neumarkt‘), „Ich kann nicht so viele Informationen gleichzeitig behalten“.
Trude Herr und Wolfgang Niedecken besangen in dem 1987 veröffentlichten Stück Die Hipp vum Nümaat zur Melodie des Rolling-Stones-Stücks Beast of Burden eine Frau, die sich über ihren abtrünnigen Mann und ihre Nebenbuhlerin auslässt und diese wegen ihres dürren Körperbaus als Hipp (Kölsch: ‚Ziege‘, schmales, mageres Stück Vieh, übertragen auch für hagerer Mensch) bezeichnet.